# 1. Juli
Der 1. Juli ist der 182. Tag des gregorianischen Kalenders (der 183. in Schaltjahren), somit bleiben 183 Tage bis zum Jahresende. Damit gehört der 1. Juli auf die Tage bezogen zur ersten Jahreshälfte, obwohl er von den Monaten her der zweiten Jahreshälfte zugerechnet wird.

## Ereignisse

### Politik und Weltgeschehen
- 0069: Der römische Statthalter in Ägypten, Tiberius Iulius Alexander, vereidigt seine Legionen auf Titus Flavius Vespasianus statt auf den regierenden Kaiser Vitellius und ruft ihn damit zum vierten Kaiser des Vierkaiserjahres aus.
- 0552: Die Byzantiner siegen in der Schlacht von Busta Gallorum über die Ostgoten, was die Vorentscheidung im jahrzehntelangen Gotenkrieg bringt.

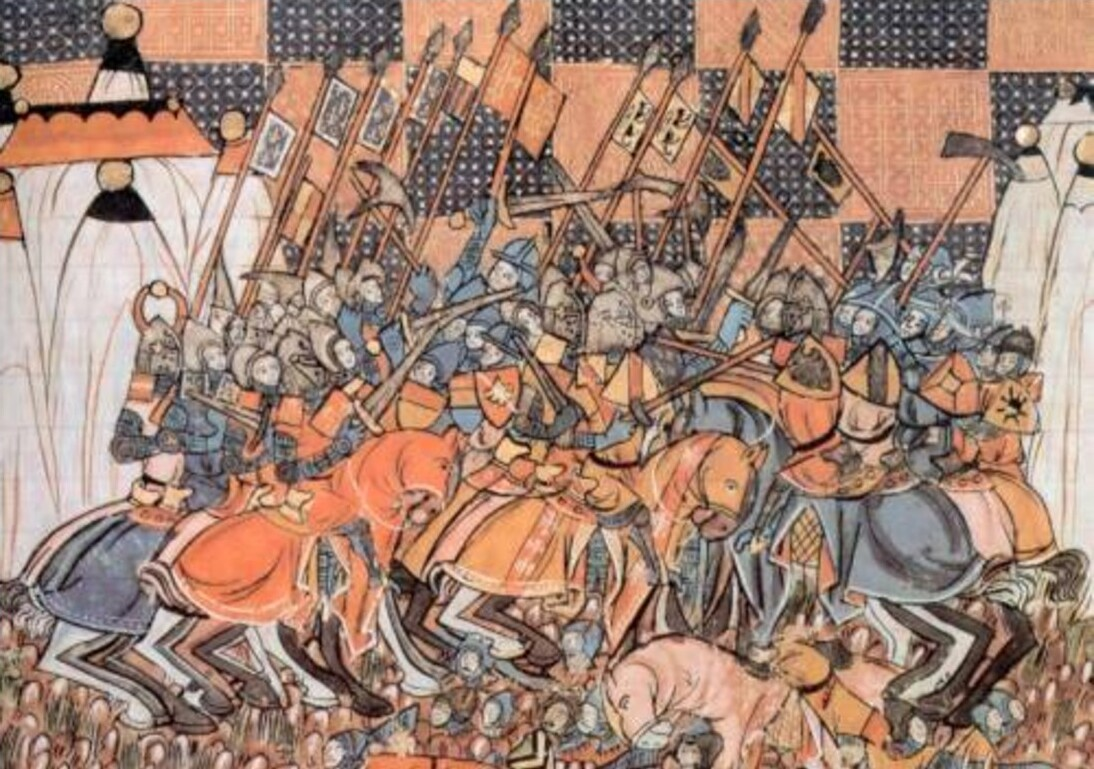
1097: Schlacht von Doryläum

- 1097: Das Heer des Ersten Kreuzzugs unter Bohemund von Tarent, Gottfried von Bouillon und Adhemar de Monteil besiegt die Seldschuken des Sultanats Rum unter Sultan Kılıç Arslan I. in der Schlacht von Doryläum.

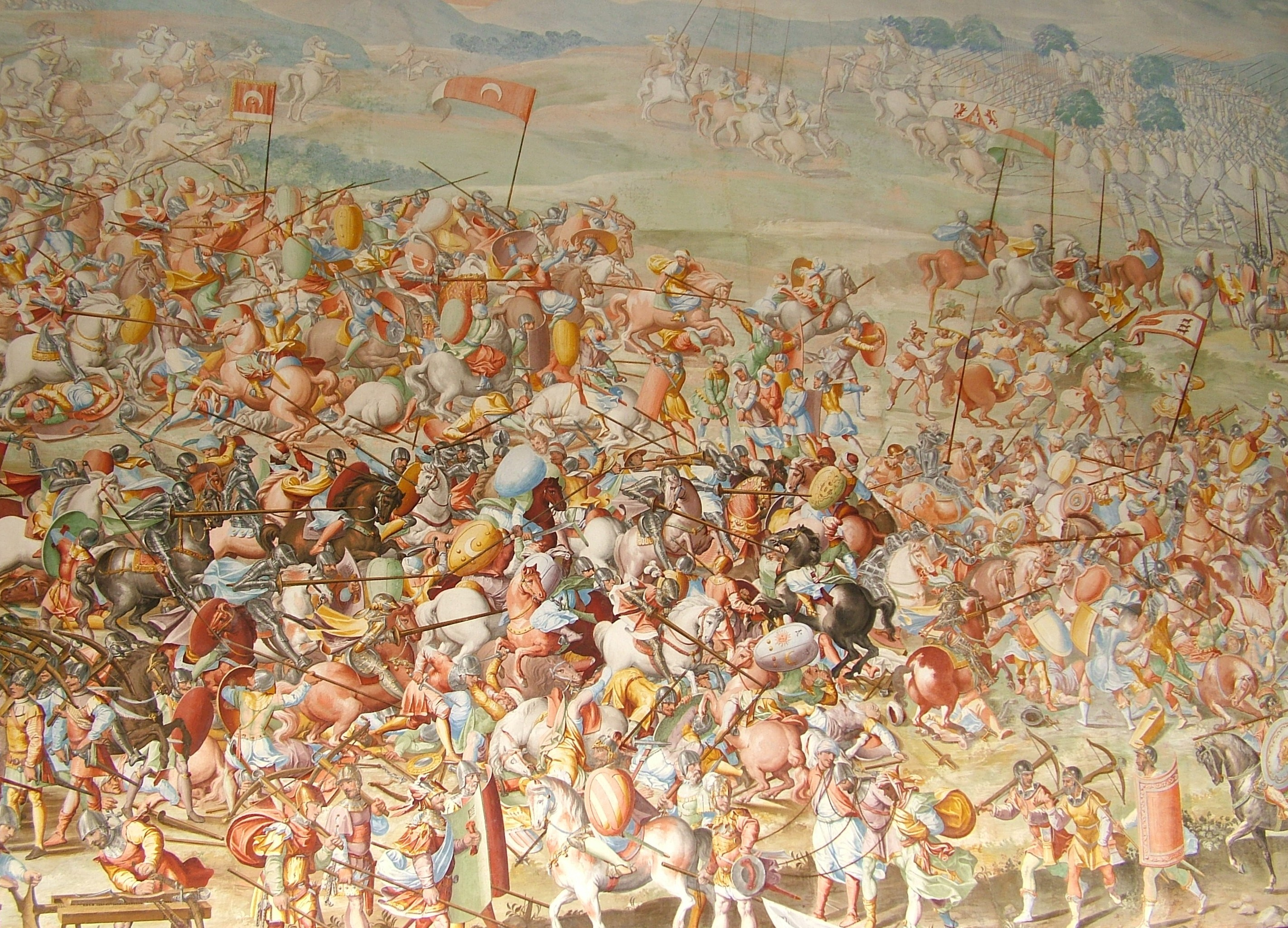
1431: Schlacht von La Higueruela

- 1431: In der Schlacht von La Higueruela triumphiert das kastilische Heer unter dem Befehl von Álvaro de Luna über das von Emir Muhammad IX. geführte Aufgebot Granadas.
- 1526: Die Pinzgauer Aufständischen erleiden im Bauernkrieg bei Zell am See eine Niederlage gegen die Truppen des Schwäbischen Bundes.
- 1569: Das Königreich Polen und das Großfürstentum Litauen schließen sich in der Union von Lublin zu einer Realunion zusammen. Die „Rzeczpospolita“ Polen-Litauen bleibt bis 1795 bestehen.
- 1644: Die Seeschlacht auf der Kolberger Heide im Torstenssonkrieg, einem Teilkrieg des Dreißigjährigen Krieges zwischen Dänemark und Schweden, endet, ohne dass eine der beiden Seiten ein Schiff verloren hat. Das Ereignis wird später in der dänischen Königshymne Kong Christian stod ved højen mast verarbeitet.
- 1661: Schweden und Russland schließen den Frieden von Kardis. Damit endet der Russisch-Schwedische Krieg von 1656 bis 1658 auch formell und die territorialen Veränderungen des Friedens von Stolbowo 1617 werden bestätigt.
- 1690: In der Schlacht bei Fleurus erringen französische Truppen unter François-Henri de Montmorency-Luxembourg einen Sieg über alliierte Truppen aus den Niederlanden, Deutschland, Spanien und Großbritannien.

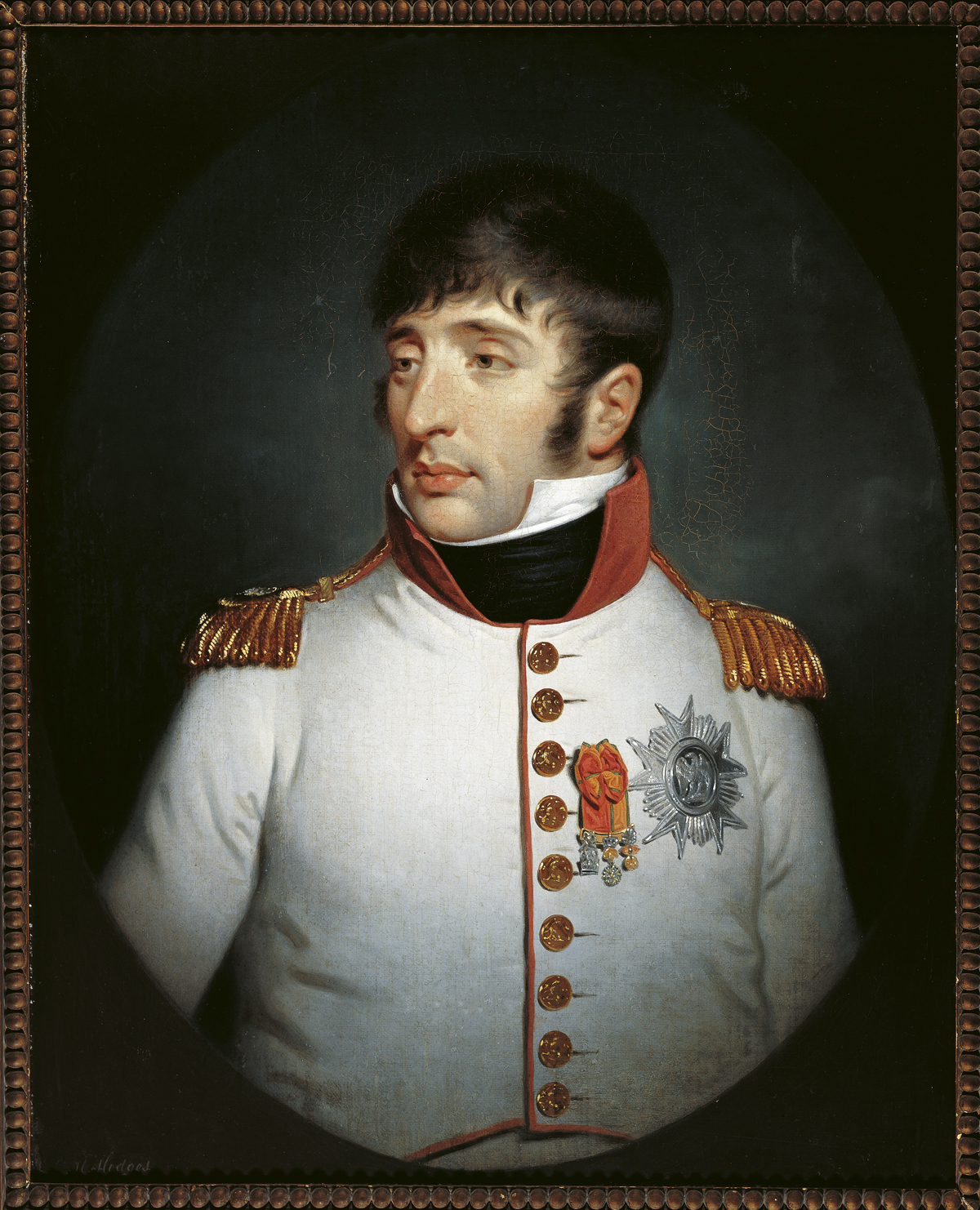
1810: Louis Bonaparte

- 1810: Als Reaktion auf unüberbrückbare Differenzen mit seinem Bruder, dem französischen Kaiser Napoleon Bonaparte, über den Fortbestand des von ihm regierten Königreichs Holland entschließt sich Louis Bonaparte zur Abdankung.
- 1823: Bildung der Zentralamerikanischen Konföderation, aus der 1839 die selbständigen Republiken Guatemala, Honduras, El Salvador, Nicaragua und Costa Rica hervorgehen.
- 1862: Trotz des Sieges der Union in der Schlacht am Malvern Hill, des letzten Aufeinandertreffens der Sieben-Tage-Schlacht im Sezessionskrieg, enden die Kämpfe mit einem Erfolg für die Nord-Virginia-Armee, da die Einnahme von Richmond, der Hauptstadt Virginias, misslingt. Der Defensiverfolg der Konföderierten wird jedoch mit einem Blutzoll von über 20.600 gegenüber rund 15.800 gefallenen Soldaten der Union schwer erkauft.

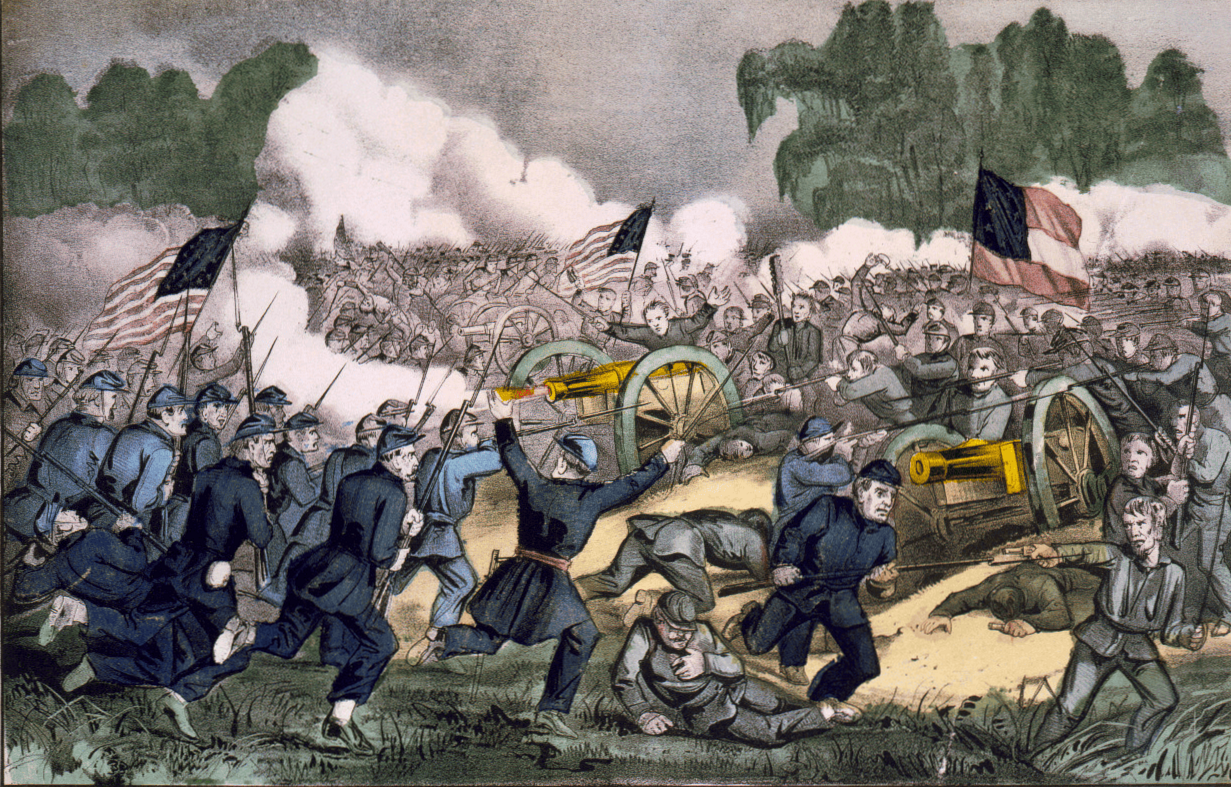
1863: Schlacht von Gettysburg

- 1863: Während des Amerikanischen Bürgerkriegs beginnt die Schlacht von Gettysburg, die als der Wendepunkt zugunsten der Union gilt.
- 1863: In der niederländischen Kronkolonie Suriname wird die Sklaverei aufgehoben. Gleichzeitig erhält die Kolonie eine Verwaltungsautonomie.

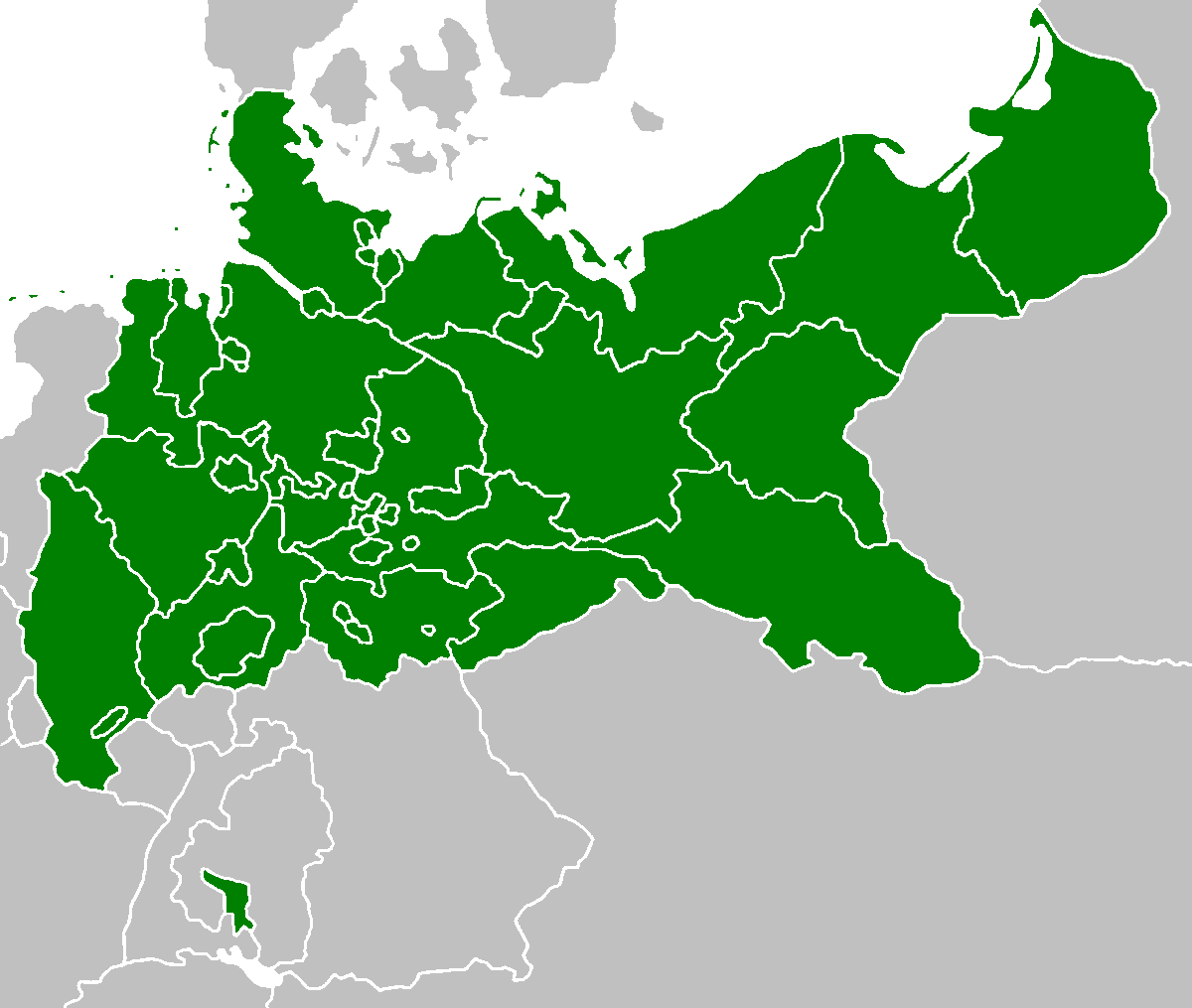
1867: Norddeutscher Bund

- 1867: Die Verfassung des Norddeutschen Bundes tritt in Kraft. Damit ist der Norden Deutschlands in einem Bundesstaat vereint.
- 1867: Die Kanadische Konföderation erhält durch den British North America Act die autonome Selbstverwaltung von Großbritannien in Form eines Dominions.
- 1868: Im Norddeutschen Bund tritt das Gesetz über die Aufhebung der polizeilichen Beschränkungen der Eheschließung in Kraft[1] und führt die grundsätzliche Eheschließungsfreiheit ein. Vorher war eine Heiratserlaubnis erforderlich.
- 1890: In Japan finden vor der Einführung der Meiji-Verfassung die ersten nationalen politischen Wahlen statt.
- 1890: Vertreter des Deutschen Reichs und Großbritanniens unterzeichnen in Berlin den Vertrag über die Kolonien und Helgoland.

1898: Flagge von Weihaiwei

- 1898: Das Vereinigte Königreich übernimmt vom Kaiserreich China das Pachtgebiet Weihaiwei.
- 1898: Vor Santiago de Cuba kommt es während des Spanisch-Amerikanischen Krieges zur Erstürmung des San Juan Hill durch US-amerikanische Truppen. Das Gefecht stellt den Höhepunkt der Kämpfe um Kuba dar und begründet den Mythos um den späteren US-Präsidenten Theodore Roosevelt und seine „Rough Riders“.
- 1911: Das nach Agadir beorderte deutsche Kriegsschiff Panther löst die Zweite Marokkokrise mit Frankreich aus.
- 1916: Beginn der Somme-Schlacht. Es wird für Kitcheners Armee der verlustreichste Tag in der britischen Militärgeschichte.

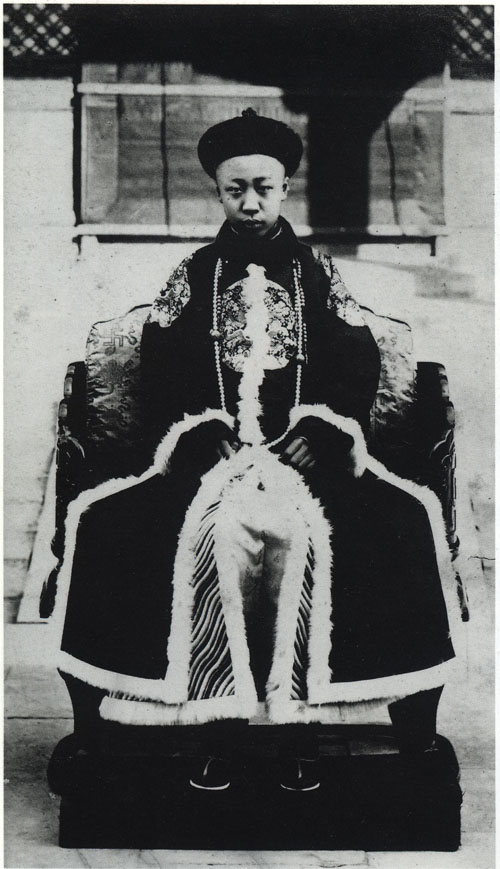
1917: Aisin Gioro Pu Yi

- 1917: Puyi wird zum zweiten Mal – für 12 Tage – zum Kaiser von China gekrönt.
- 1920: Die Vereinigung des Freistaats Coburg, Teil des vormaligen Herzogtums Sachsen-Coburg und Gotha, mit dem Freistaat Bayern wird vollzogen.
- 1921: Angaben der chinesischen Nachrichtenagentur Xinhua zufolge wird in Shanghai die Kommunistische Partei Chinas gegründet. Belege zum Gründungsparteitag selbst stehen aus.

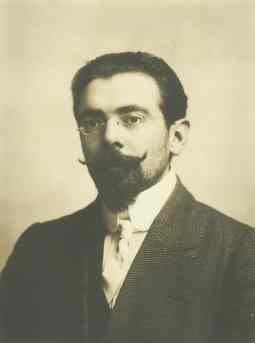
1925: António Maria da Silva

- 1925: António Maria da Silva wird zum dritten Mal Ministerpräsident von Portugal.
- 1934: Das vielbeachtete Feder-Bosch-Abkommen tritt in Kraft, womit die I.G. Farben von der deutschen Reichsregierung Wirtschaftlichkeitsgarantien für die Produktion von synthetischem Benzin erhält.
- 1937: Die Bevölkerung von Irland nimmt in einem Referendum die von Éamon de Valera ausgearbeitete Verfassung an. Sie tritt am 29. Dezember in Kraft und löst die Verfassung des Irischen Freistaates ab. Es gibt Unstimmigkeiten darüber, ob die neue Verfassung gesetzmäßig zustande gekommen ist.
- 1938: Wolfsburg wird durch Verordnung des Oberpräsidenten des Regierungsbezirks Lüneburg als „Stadt des KdF-Wagens bei Fallersleben“ im Landkreis Gifhorn gegründet.
- 1942: Die erste Schlacht von El Alamein während des Afrikafeldzugs des Zweiten Weltkriegs zwischen dem deutsch-italienischen Afrikakorps, befehligt von Generalfeldmarschall Erwin Rommel, und der britischen 8. Armee unter Claude Auchinleck beginnt.
- 1943: Mit Inkrafttreten des Tōkyō-tosei wird die Stadt Tokio als administrative Einheit aufgelöst und mit der Präfektur Tokio zusammengelegt.
- 1944: Die Provinz Sachsen wird aufgeteilt in die Provinzen Magdeburg und Halle-Merseburg, während der Regierungsbezirk Erfurt der Verwaltung des Reichsstatthalters in Thüringen unterstellt wurde.
- 1945: Die Volkspolizei wird in der sowjetischen Besatzungszone eingeführt.
- 1946: Die mehr als 100-jährige Herrschaft der Weißen Rajas von Borneo endet: Charles Vyner Brooke überlässt das in Familienbesitz befindliche Königreich Sarawak dem Vereinigten Königreich gegen eine beträchtliche Pension für sich und seine drei Töchter. Sarawak wird damit zur Kronkolonie.
- 1948: Als Ergebnis der Londoner Sechsmächtekonferenz übergeben die Vertreter der westlichen alliierten Besatzungsmächte den westdeutschen Ministerpräsidenten in Frankfurt am Main die Frankfurter Dokumente. Sie bilden eine Arbeitsgrundlage für das spätere Grundgesetz und damit für die Gründung der Bundesrepublik Deutschland.
- 1954: Bilaspur, der kleinste indische Bundesstaat, wird aufgelöst und an das benachbarte Himachal Pradesh angegliedert.
- 1958: In der Bundesrepublik Deutschland tritt das Gleichberechtigungsgesetz in Kraft.

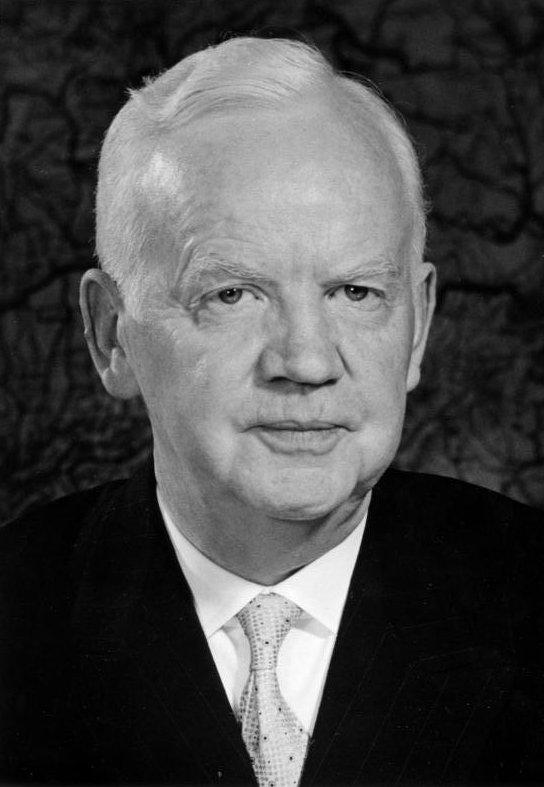
1959: Heinrich Lübke

- 1959: Bei der deutschen Bundespräsidentenwahl wird Heinrich Lübke neuer Präsident.
- 1960: Das am 26. Juni in die Unabhängigkeit entlassene Britisch-Somaliland und das UN-Treuhandgebiet Italienisch-Somaliland vereinigen sich zu Somalia.
- 1962: Das belgische Treuhandgebiet Ruanda-Urundi wird von den unabhängigen Staaten Ruanda und Burundi abgelöst.
- 1968: Der Atomwaffensperrvertrag wird von den USA, der Sowjetunion und Großbritannien unterzeichnet.
- 1969: Gustav Heinemann übernimmt sein Amt als deutscher Bundespräsident.
- 1973: Die US-amerikanische Strafverfolgungsbehörde Drug Enforcement Administration wird in Washington D.C. gegründet.
- 1974: Walter Scheel tritt sein Amt als deutscher Bundespräsident an.
- 1979: Karl Carstens nimmt die Amtsgeschäfte als deutscher Bundespräsident auf.
- 1984: In Liechtenstein stimmen die männlichen Wahlberechtigten knapp für die Einführung des Stimm- und Wahlrechts für Frauen.
- 1988: Verteidigungsminister Manfred Wörner wird als erster Deutscher Generalsekretär der NATO.
- 1991: Der Warschauer Pakt wird offiziell aufgelöst, nachdem bereits im März die militärischen Strukturen gelöst worden sind.
- 1993: In Kambodscha wird bis zu den ersten freien Wahlen seit 20 Jahren eine Übergangsregierung gebildet.
- 1993: In Deutschland tritt der Asylkompromiss in Kraft.
- 1994: Nach 27 Jahren im Exil kehrt Jassir Arafat, der Vorsitzende der Palästinensischen Befreiungsorganisation (PLO), in den Gazastreifen zurück.

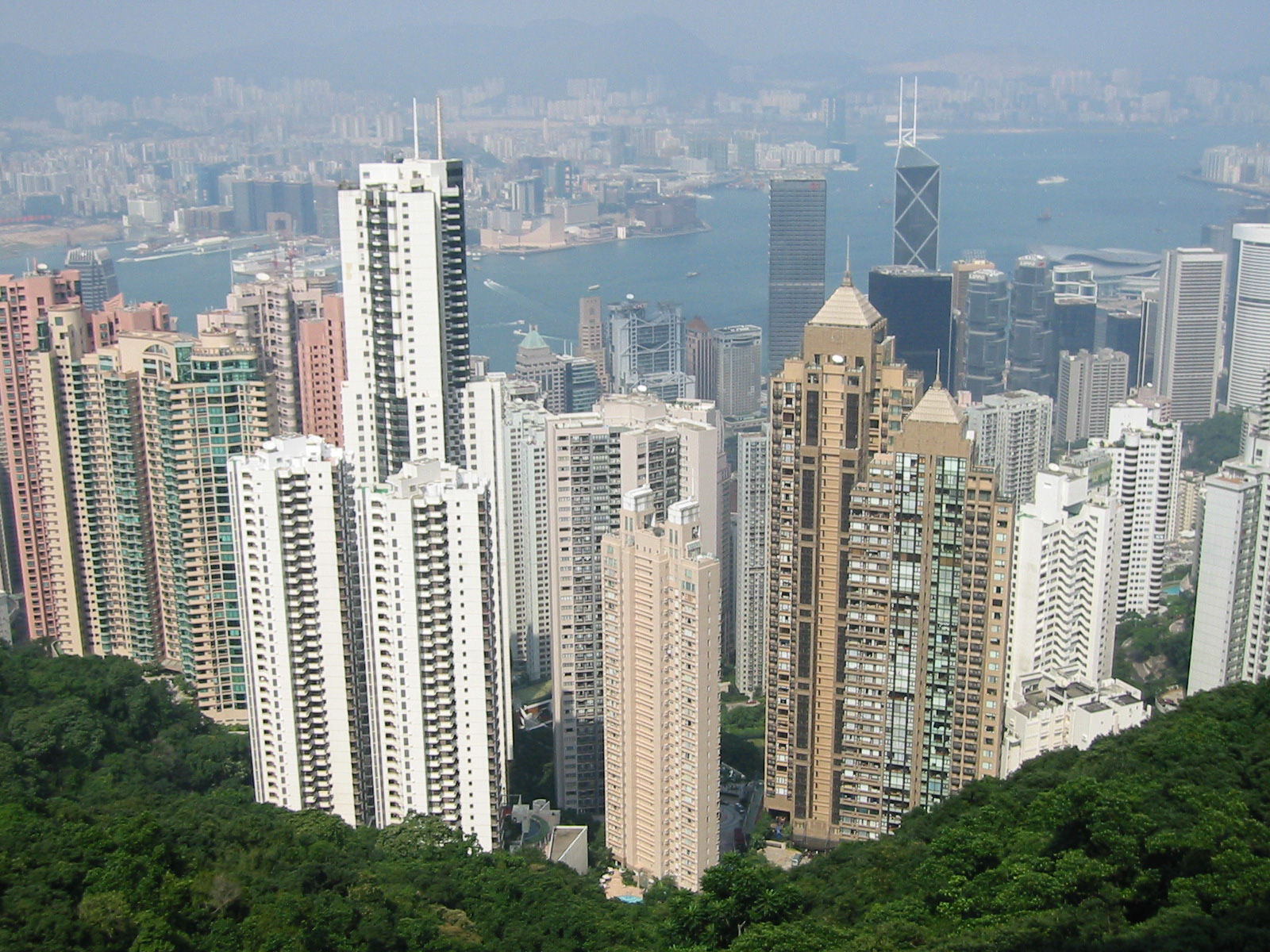
1997: Hongkong

- 1997: Großbritannien gibt Hongkong in einem offiziellen Festakt an die Volksrepublik China zurück. Tung Chee-hwa wird erster chinesischer Verwaltungschef.
- 1998: Eine Gesetzesreform vermindert in Deutschland die rechtlichen Unterschiede zwischen ehelichen und nichtehelichen Kindern.
- 1998: Das deutsche Ehegesetz wird aufgehoben. Die Bestimmungen über die Eheschließung stehen seitdem wieder im Bürgerlichen Gesetzbuch, aus dem die Nationalsozialisten sie 1938 herausgelöst hatten.
- 1999: In der schottischen Hauptstadt Edinburgh eröffnet Königin Elisabeth II. das erste regionale Parlament im Vereinigten Königreich.
- 2000: Pferde erhalten in Deutschland ein eigenes Ausweispapier, den Equidenpass. Das Schlachten von Tieren, für die kein Dokument existiert, wird verboten.
- 2002: Das Römisches Statut des Internationalen Strafgerichtshofs, mit dem der Internationale Strafgerichtshof geschaffen wird, tritt in Kraft. Es ist zentrale Grundlage zur Durchsetzung des Völkerstrafrechts.
- 2002: Das Oberste Gericht in Santiago de Chile erklärt den Ex-Diktator Augusto Pinochet für verhandlungsunfähig.
- 2005: Bundeskanzler Gerhard Schröder verliert, wie geplant, die Vertrauensfrage im Bundestag.
- 2005: Der deutsche Bundesgrenzschutz wird in Bundespolizei umbenannt.
- 2005: Die österreichische Bundesgendarmerie wird mit dem Bundessicherheitswachekorps und dem Kriminalbeamtenkorps zur Bundespolizei zusammengelegt.
- 2006: Tschechien führt die Registrierte Partnerschaft für gleichgeschlechtliche Paare ein.
- 2012: Enrique Peña Nieto (PRI) gewinnt die Präsidentschaftswahl in Mexiko.
- 2013: Kroatien wird das 28. Mitglied in der Europäischen Union.
- 2016: Die Stichwahl zur Bundespräsidentenwahl in Österreich vom 22. Mai wird vom Verfassungsgerichtshof wegen zahlreicher Unregelmäßigkeiten bei der Stimmenauszählung für ungültig erklärt und muss wiederholt werden.
- 2022: In der Schweiz tritt die im September des Vorjahres angenommene Ehe für Alle in Kraft.

### Wirtschaft
- 1614: Die Handelsgesellschaft der Welser ist bankrott.
- 1650: In Leipzig erscheinen erstmals die als erste moderne Tageszeitung geltenden Einkommenden Zeitungen.

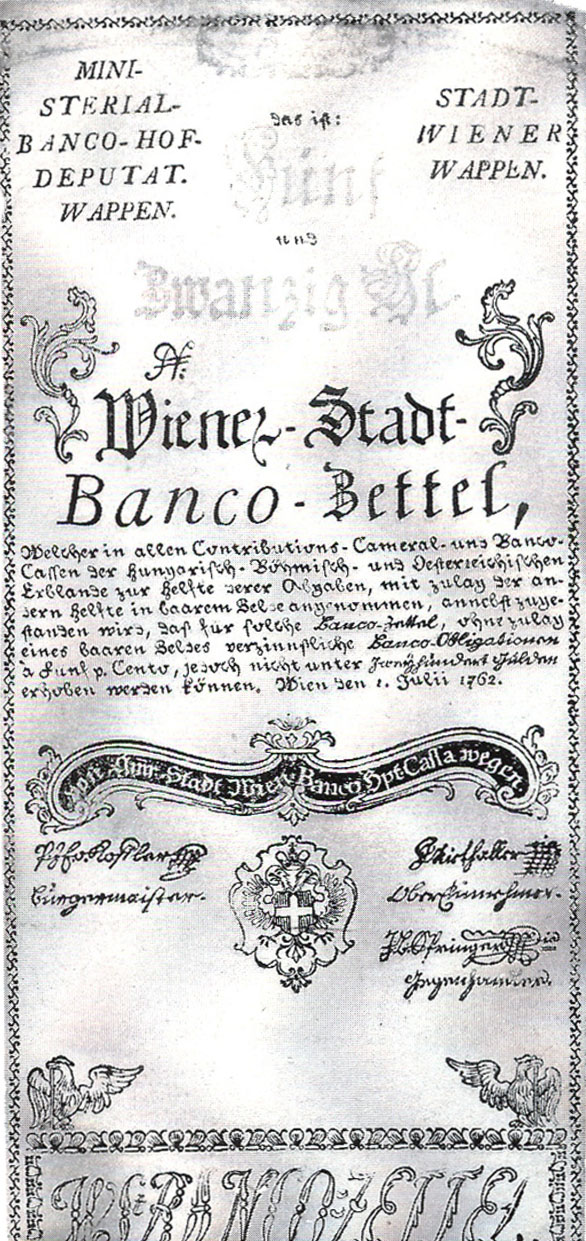
1762: Banco-Zettel zu 25 Gulden

- 1762: In Österreich wird auf Basis eines Patents von Erzherzogin Maria Theresia mit Bancozettel der Wiener Stadtbanco erstmals Papiergeld ausgegeben.
- 1811: Die österreichische Zeitschrift Carinthia erscheint erstmals. Sie befasst sich in Artikeln mit der Landeskunde zu Kärnten.
- 1826: Georg Christian Kessler gründet in Esslingen am Neckar gemeinsam mit Heinrich August Georgii die Firma G. C. Kessler & Co., die erste deutsche Sektkellerei.
- 1835: Der Buchbinder und Steindrucker Carl Bertelsmann gründet in Gütersloh den C. Bertelsmann Verlag, in dem er vor allem kirchliche und theologische Literatur und Gesangbücher veröffentlicht.
- 1836: Die auf sechs Jahre veranschlagten Bauarbeiten für den Ludwigskanal beginnen. Er soll als europäischer Schiffsweg Main und Donau verbinden.

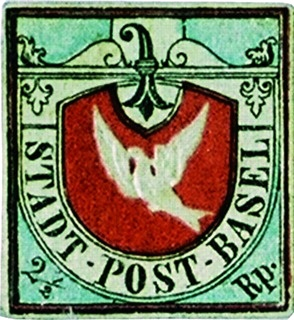
1845: Basler Taube

- 1845: Im Kanton Basel-Stadt wird die erste mehrfarbige Briefmarke der Welt ausgegeben, die unter Philatelisten als Basler Taube bekannt wird.
- 1863: In Prag wird die Böhmische Escompte-Bank gegründet, die sich später zu einer der bedeutendsten deutschböhmischen Großbanken entwickelt.
- 1867: In New York City beginnt der Bau der ersten Hochbahn der Welt, die genau ein Jahr später für den Verkehr freigegeben wird.
- 1872: Im Deutschen Kaiserreich wird unter dem Eindruck des Deutsch-Französischen Krieges die Lebensversicherungsanstalt für die Armee und Marine eröffnet.

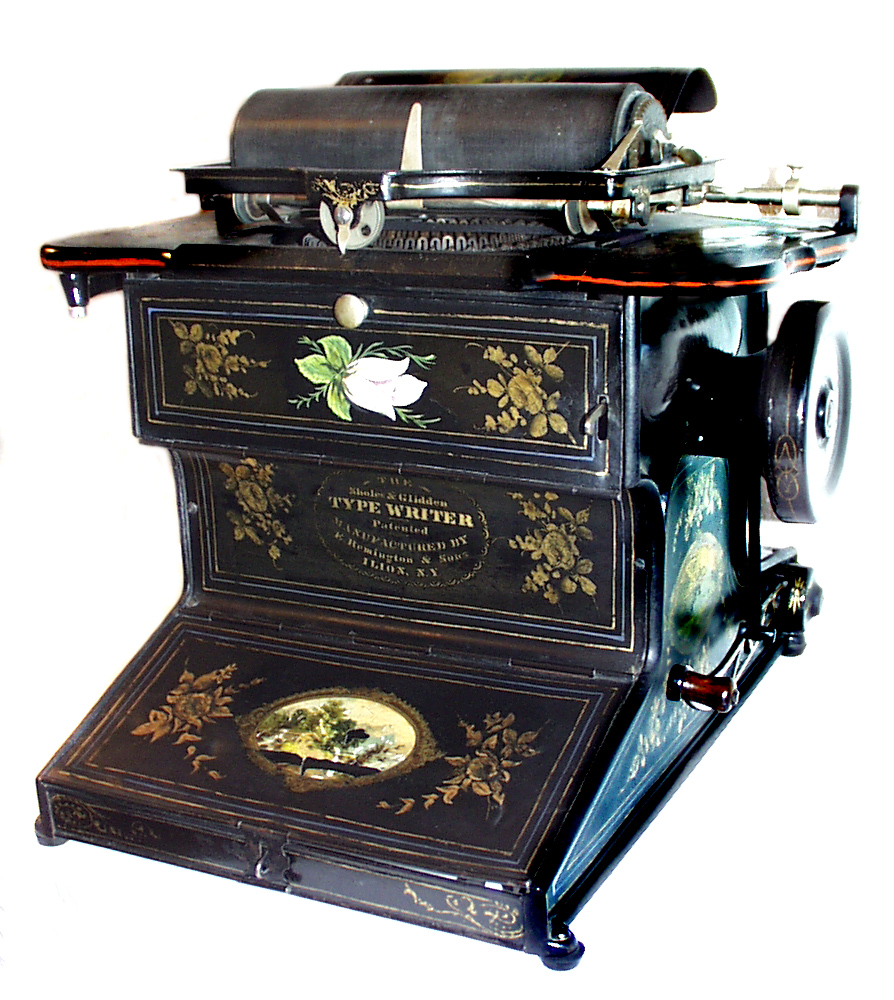
1874: Sholes & Glidden Type-Writer

- 1874: Das in den Schreibmaschinenvertrieb expandierende Unternehmen Remington Arms bringt die Schreibmaschine Remington No. 1 auf den Markt. Dabei handelt es sich um das von Christopher Latham Sholes mitentwickelte Modell Sholes & Glidden Type-Writer.
- 1875: Der im Jahr zuvor in Bern unterzeichnete Allgemeine Postvereinsvertrag wird in der Praxis gültig und erleichtert den internationalen Postverkehr.
- 1877: Das deutsche Patentgesetz tritt in Kraft.
- 1917: In Moosbierbaum nimmt die Pulverfabrik Skodawerke-Wetzler ihren Betrieb auf, woraus in der Zwischenkriegszeit eines der größten Chemie- und Rüstungsunternehmen in Österreich entsteht.
- 1933: Der österreichische Erfinder Gustav Tauschek beantragt beim deutschen Reichspatentamt Patentschutz für den Trommelspeicher, der später jahrelang die Datenspeicherung prägen wird.
- 1941: Der kommerzielle TV-Betrieb startet in den Vereinigten Staaten auch mit der Ausstrahlung des ersten Fernsehwerbespots. Der Sender WBNT im New Yorker Empire State Building zeigt Fernsehwerbung zum Uhrenhersteller Bulova.
- 1944: In den USA kommen die Finanzminister und Notenbankgouverneure von 44 Staaten zur Konferenz von Bretton-Woods zusammen, um das weltweite Währungssystem fester Wechselkurse nach dem Zweiten Weltkrieg zu planen.
- 1950: Das deutsche Medienunternehmen Suhrkamp Verlag wird in Berlin gegründet.
- 1970: Naurus wichtigstes Unternehmen, die Nauruische Phosphatgesellschaft, wird gegründet.
- 1987: Die Einheitliche Europäische Akte zur Schaffung des europäischen Binnenmarkts tritt in Kraft.

1988: Dax (Logo)

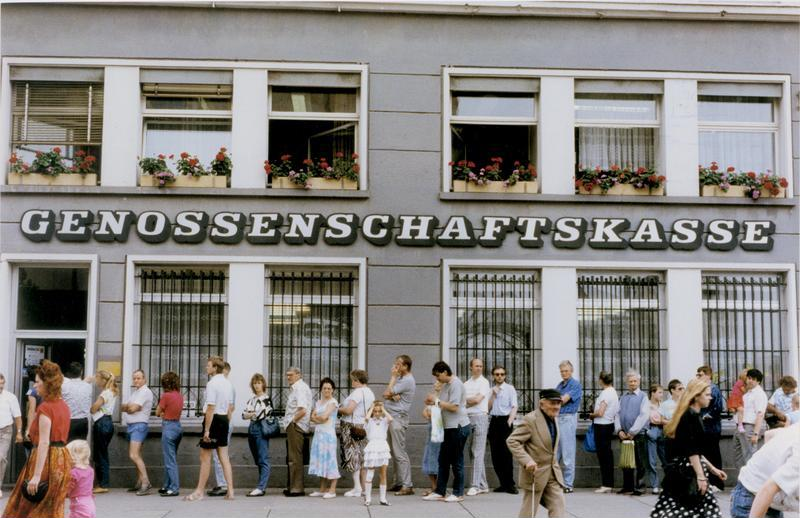
1990: DDR-Bürger stehen bei einer Bank an, um DM abzuheben

- 1988: Der von der Arbeitsgemeinschaft der Deutschen Wertpapierbörsen, der Frankfurter Wertpapierbörse und der Börsen-Zeitung entwickelte Deutsche Aktienindex DAX wird eingeführt. Er entwickelt sich mit der Zeit zum wichtigsten deutschen Aktienindex.
- 1990: In der DDR löst mit Inkrafttreten der Währungs-, Wirtschafts- und Sozialunion der beiden deutschen Staaten die D-Mark die Mark der DDR als gesetzliches Zahlungsmittel ab.
- 1992: T-Mobile Deutschland startet als wirtschaftlich selbstständiges Unternehmen das operative Geschäft (unter dem Namen DeTeMobil Deutsche Telekom Mobilfunk GmbH).
- 1993: In Deutschland werden die fünfstelligen Postleitzahlen eingeführt.
- 2004: Die US-amerikanische Sportartikelfirma K2 Inc. übernimmt für einen Kaufpreis von 160 Mio. Euro den Sportartikelhersteller Völkl, der zuletzt einen Weltmarktanteil von 10 % bei den Skis hatte.
- 2006: In Peking startet der offizielle Eröffnungszug nach Lhasa und nimmt den Verkehr auf der höchstgelegenen Bahnstrecke der Erde, der Lhasa-Bahn, auf.

### Wissenschaft und Technik
- 1527: Landgraf Philipp der Großmütige von Hessen gründet die Universität Marburg.
- 1540: Papst Paul III. gründet mit einer päpstlichen Bulle die Universität Macerata in Italien.
- 1796: Edward Jenner wendet erstmals erfolgreich die Pockenimpfung an.
- 1858: Erstmals wird die bis heute gültige Theorie zur Entstehung der Arten öffentlich vorgetragen: Gemeinsam mit einem Auszug aus Darwins Manuskript Natural Selection wird das Ternate-Manuskript von Alfred Russel Wallace vor der Linnean Society of London verlesen.
- 1912: In Anwesenheit des Bayerischen Prinzregenten Luitpold wird das neue Hauptzollamt München eröffnet. Der größte Stahlbetonbau seiner Zeit in Reformarchitektur mit Elementen des späten Jugendstils ist mit modernster Technik ausgestattet.
- 1915: Mit seinem Flugzeug vom Typ Fokker E.I gelingt dem Jagdflieger Kurt Wintgens erstmals ein Luftsieg mittels Unterbrechergetriebe durch den Propeller schießender fest installierter Maschinengewehre.
- 1957: Das Internationale Geophysikalische Jahr (IGY) beginnt. Es endet am 31. Dezember 1958.
- 1979: Sony bringt den ersten Walkman auf den Markt.
- 1992: Das Mobilfunk-D-Netz geht in Deutschland in Betrieb.

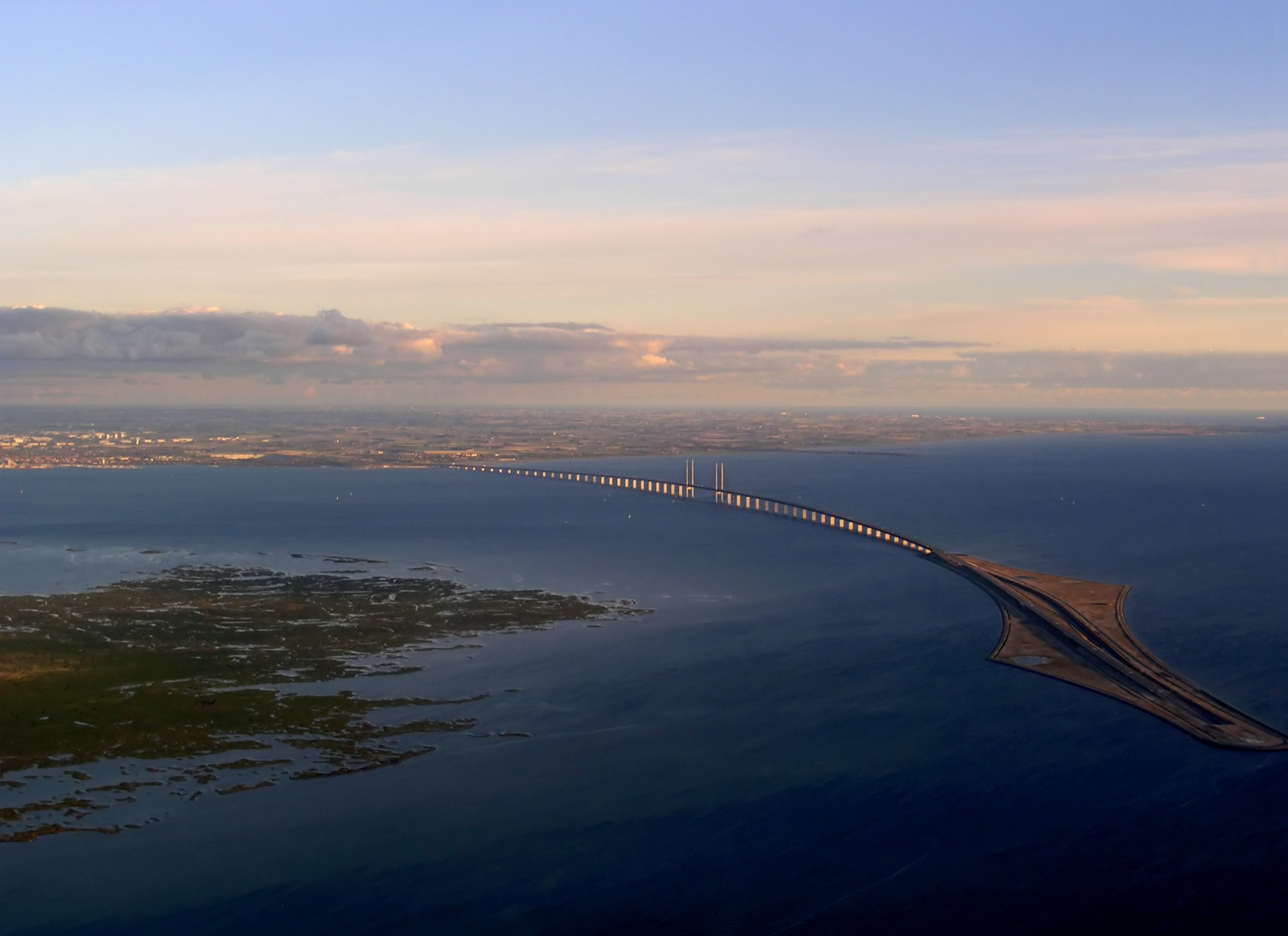
2000: Die Öresundbrücke

- 2000: Die Öresundverbindung, eine 16 Kilometer lange Verbindung von Kopenhagen nach Malmö, wird durch Königin Margrethe II. von Dänemark und König Carl XVI. Gustaf von Schweden eröffnet.

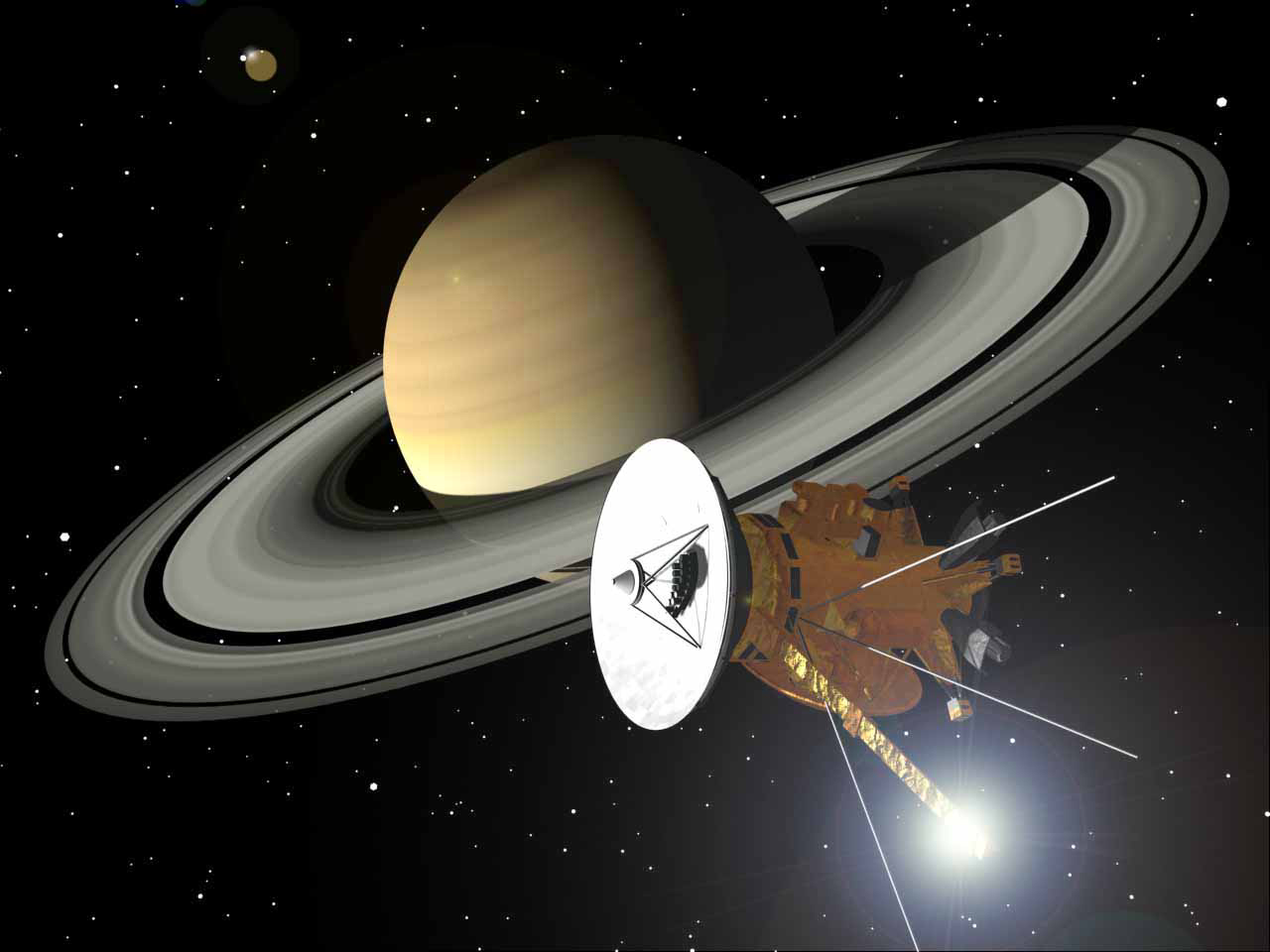
2004: Cassini-Huygens am Saturn

- 2004: Die Raumsonde Cassini-Huygens von NASA und ESA tritt nach siebenjähriger Reise in eine Umlaufbahn um den Planeten Saturn ein.

### Kultur
- 1794: Uraufführung der Komödie Agricol Viala ou Le Héros de la Durance von Henri Montan Berton an der Opéra-Comique in Paris.
- 1894: Das Kurtheater Norderney, eines der ältesten Theater in Ostfriesland, wird mit der Komödie Der Herr Senator von Franz von Schönthan und Gustav Kadelburg eröffnet.
- 1920: Rudi Stephans Oper Die ersten Menschen wird in Frankfurt am Main uraufgeführt.

1989: Logo der Loveparade

- 1989: In West-Berlin findet die erste Loveparade statt.
- 1993: Der ehemalige DDR-Jugendsender DT64 wird in Sputnik umbenannt und somit Bestandteil des Mitteldeutschen Rundfunks.
- 1996: Mit der Wiener Absichtserklärung zur Neuregelung der deutschen Rechtschreibung wird die Reform der deutschen Rechtschreibung von 1996 in Gang gesetzt.

### Gesellschaft
- 1766: Der Adlige Jean-François Lefèbvre, chevalier de la Barre wird wegen Blasphemie durch Abschneiden der Zunge, Abschlagen der rechten Hand, Folter und Enthauptung hingerichtet. Der Justizmord wird durch Voltaire europaweit bekannt gemacht, was später zu einer Justizreform führt. Noch heute sind zahlreiche Straßen in Frankreich nach Lefèbvre benannt.
- 1916: Der 25-jährige Charles Vansant wird beim Schwimmen bei Beach Haven, Long Beach Island, New Jersey, von einem Hai angegriffen und tödlich verletzt. Bis zum 12. Juli kommt es zu vier weiteren Haiangriffen an der Küste von New Jersey. Die Angriffe inspirieren Peter Benchley zum Verfassen des Romans Der weiße Hai.

### Religion

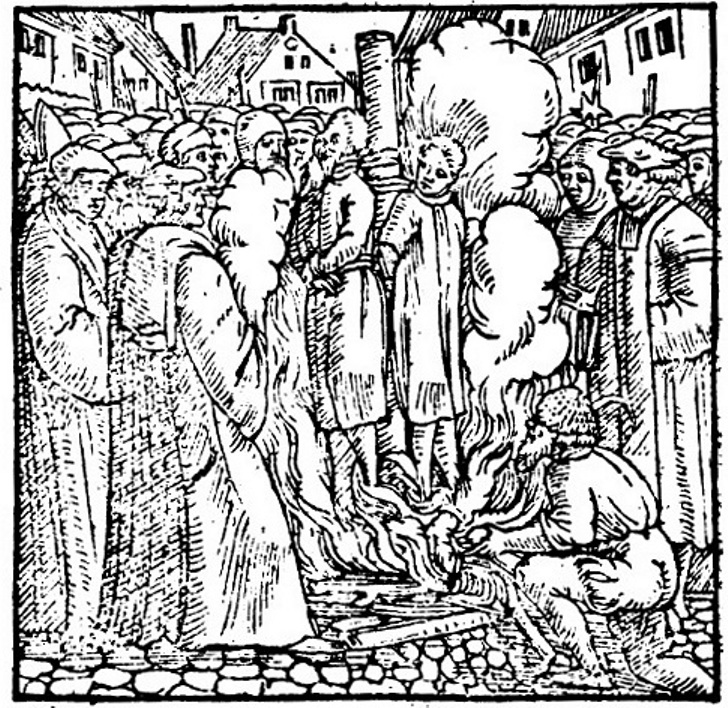
1523: Hendrik Vos und Johannes van Esschen

- 1523: Die Augustinermönche Hendrik Vos und Johannes van Esschen sterben in Brüssel auf dem Scheiterhaufen, weil sie ihrem protestantischen Glauben treu bleiben. Sie sind die beiden ersten Märtyrer der Reformation in den Spanischen Niederlanden.
- 1861: Der L’Osservatore Romano, das amtliche Organ des Vatikans, erscheint erstmals.
- 1879: Charles Taze Russells religiöse Zeitschrift Zion’s Watch Tower and Herald of Christ’s Presence erscheint mit der Erstausgabe in den Vereinigten Staaten. Das Magazin wird auf Deutsch unter dem derzeitigen Titel Der Wachtturm verkündigt Jehovas Königreich herausgegeben.
- 1889: Im Mangfallgebirge in den bayerischen Voralpen erfolgt die Grundsteinlegung für das Kircherl auf dem Wendelstein, zu diesem Zeitpunkt das höchstgelegene Gotteshaus Deutschlands.
- 1996: Die Deutsche Evangelische Allianz (DEA) und der Bund Freikirchlicher Pfingstgemeinden (BFP) verabschieden gemeinsam die Kasseler Erklärung. Einerseits ist sie eine Art Beitrittserklärung des BFP zur DEA, andererseits legt sie die theologischen Rahmenbedingungen fest, unter denen die DEA zur Zusammenarbeit mit Pfingstgemeinden und charismatischen Gemeinden bereit ist.

### Katastrophen
- 1502: Bei einem Hurrikan über der spanischen Karibikinsel Hispaniola versinken 20 Schiffe. Alle Menschen an Bord kommen ums Leben.
- 1867: Beim Zusammenbruch des Schachtes im Steinkohlenbergwerk Neue Fundgrube in Lugau sterben 101 Bergleute.
- 1942: Bei der Versenkung des japanischen Passagier- und Frachtschiffs Montevideo Maru durch ein amerikanisches U-Boot sterben 1053 überwiegend australische Kriegsgefangene und Zivilinternierte.
- 2002: Bei der Flugzeugkollision von Überlingen stoßen ein russisches Passagierflugzeug vom Typ Tupolew Tu-154 und eine Frachtmaschine der DHL vom Typ Boeing 757 in 11.000 m Höhe über dem Bodensee bei Überlingen zusammen und stürzen ab. Es gibt 71 Tote. Als Ursache wird ein Fehler der zuständigen schweizerischen Luftüberwachung Skyguide angegeben. Es ist das schwerste Flugzeugunglück über Deutschland in neuerer Zeit.

Kleinere Unglücksfälle sind in den Unterartikeln von Katastrophe und in der Liste von Katastrophen aufgeführt.

### Natur und Umwelt
- 1985: In der Republik China (Taiwan) wird der Shei-Pa-Nationalpark eingerichtet.

### Sport
- 1899: In Hoffenheim wird der Turnverein Hoffenheim gegründet.
- 1903: In Montgeron starten 60 Fahrer zur ersten Tour de France.
- 1904: Der Turn- und Spielverein 1904 der Farbenfabrik vormals Friedrich Bayer Co. Leverkusen, Ursprung des heutigen TSV Bayer 04 Leverkusen und des Fußballbundesligisten Bayer 04 Leverkusen, wird gegründet.

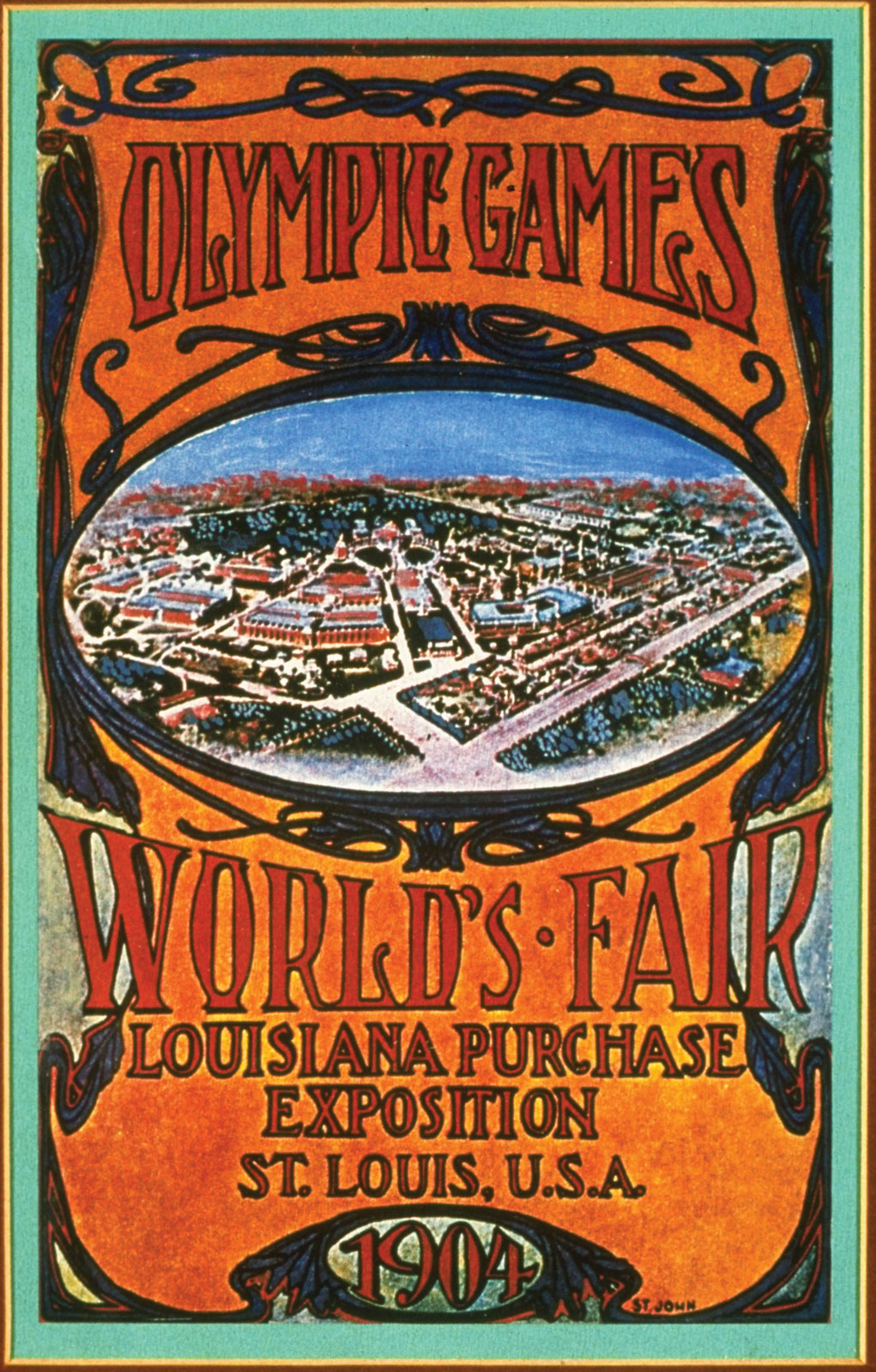
1904: Poster der Olympischen Sommerspiele

- 1904: Die  Olympischen Sommerspiele in St. Louis, Missouri, beginnen.
- 1906: Der Sportverein Sporting Lissabon wird geschaffen.
- 1912: Die deutsche Fußballnationalmannschaft erzielt mit einem 16:0 gegen das Russische Reich ihren bisher höchsten Länderspielsieg.
- 1965: Der Profifußballverein FC Twente Enschede wird nach einem Zusammenschluss des Sportclub Enschede mit den Enschedese Boys in Enschede gegründet.
- 1985: Bei den Wimbledon Championships kommt es in der ersten Runde des Turniers im Herrendoppel beim Spiel Jan Gunnarsson/Michael Mortensen gegen Frawley/Pecci zum bis dato längsten Tie-Break der Tennisgeschichte – er endet 26:24.
- 2004: Gründung des Fußballclubs FC Ingolstadt 04 nach der Fusion von ESV Ingolstadt und MTV Ingolstadt.
- 2012: Mit einem 4:0-Sieg im Finale über Italien verteidigt die spanische Fußballnationalmannschaft der Herren ihren Europameistertitel.

Einträge von Leichtathletik-Weltrekorden befinden sich unter der jeweiligen Disziplin unter Leichtathletik.
Einträge zu Fußballweltmeisterschaftsspielen finden sich in den Unterseiten von Fußball-Weltmeisterschaft. Das Gleiche gilt für Fußball-Europameisterschaften.

## Geboren

### Vor dem 18. Jahrhundert
- 1336: Philippe de Valois, duc d’Orléans, Herzog von Orléans und Touraine, Graf von Valois
- 1368: Braccio da Montone, italienischer Condottiere
- 1383: Lorenzo Giustiniani, erster Patriarch von Venedig
- 1458: Matthäus von Pappenheim, deutscher Humanist, Historiker, Genealoge und Domherr

Christian II. (* 1481)

- 1481: Christian II., König von Dänemark
- 1506: Ludwig II., König von Böhmen und Ungarn
- 1512: Johanna von Pfalz-Simmern, Äbtissin im Kloster Marienberg
- 1532: Marino Grimani, Doge von Venedig
- 1534: Friedrich II., König von Dänemark und Norwegen
- 1566: Bartholomäus Anhorn, Schweizer Pfarrer und Historiker
- 1567: Karl von Lothringen, Bischof von Metz und Straßburg
- 1596: Bertuccio Valier, Doge von Venedig
- 1601: Gerhard Coccejus, Bremer Ratsherr und Professor der Rechte
- 1619: Peter Philipp von Dernbach, Fürstbischof von Bamberg und Würzburg

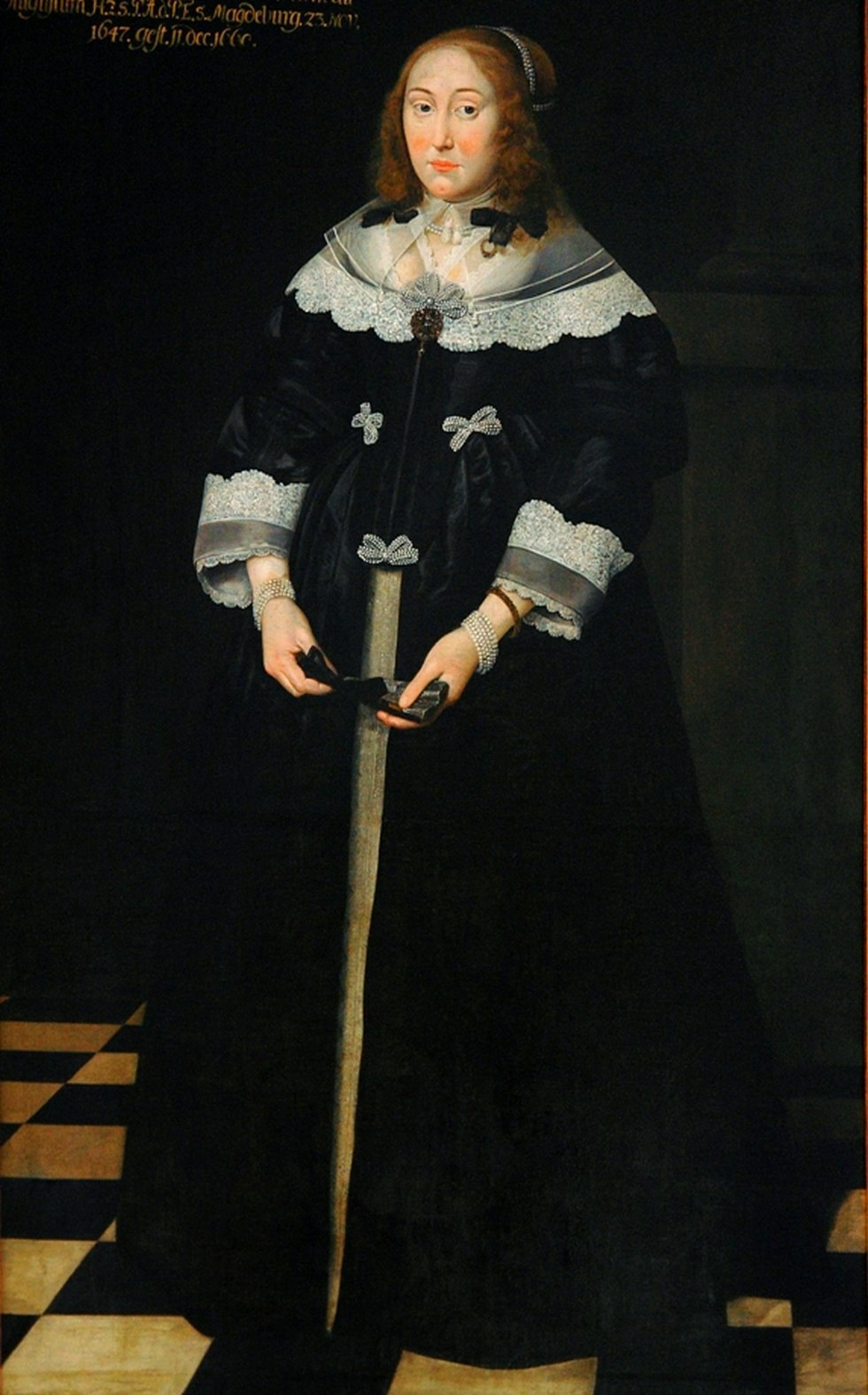
Anna Maria (* 1627)

- 1627: Anna Maria, Herzogin zu Mecklenburg
- 1646: Gottfried Wilhelm Leibniz, deutscher Philosoph und Universalgelehrter
- 1649: Johann Wilhelm Petersen, deutscher Theologe
- 1654: Louis II. Joseph de Bourbon, Herzog von Vendôme, französischer Marschall
- 1663: Franz Xaver Murschhauser, deutscher Musiker und Komponist (Taufdatum)
- 1676: Johann Gebhard, bayerischer Maler
- 1683: Carl Friedrich von Zocha, Obristbaudirektor, Geheimrat und Minister im Markgraftum Brandenburg-Ansbach

### 18. Jahrhundert
- 1707: Heinrich VI., Paragiatsherr von Reuß-Köstritz
- 1714: Karl Gottlob Clausnitzer, deutscher lutherischer Theologe

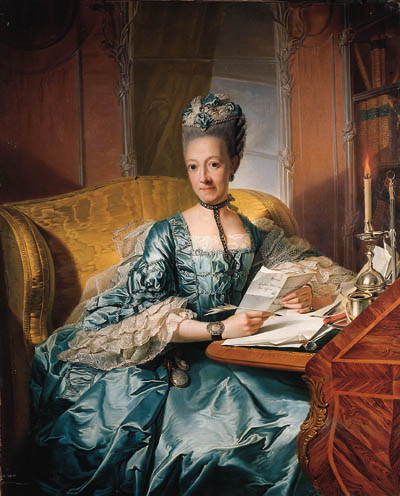
Ulrike Sophie (* 1723)

- 1723: Ulrike Sophie, Prinzessin zu Mecklenburg-Schwerin
- 1725: Jean-Baptiste-Donatien de Vimeur, Graf von Rochambeau, Marschall von Frankreich
- 1729: Veit Königer, Tiroler Bildhauer

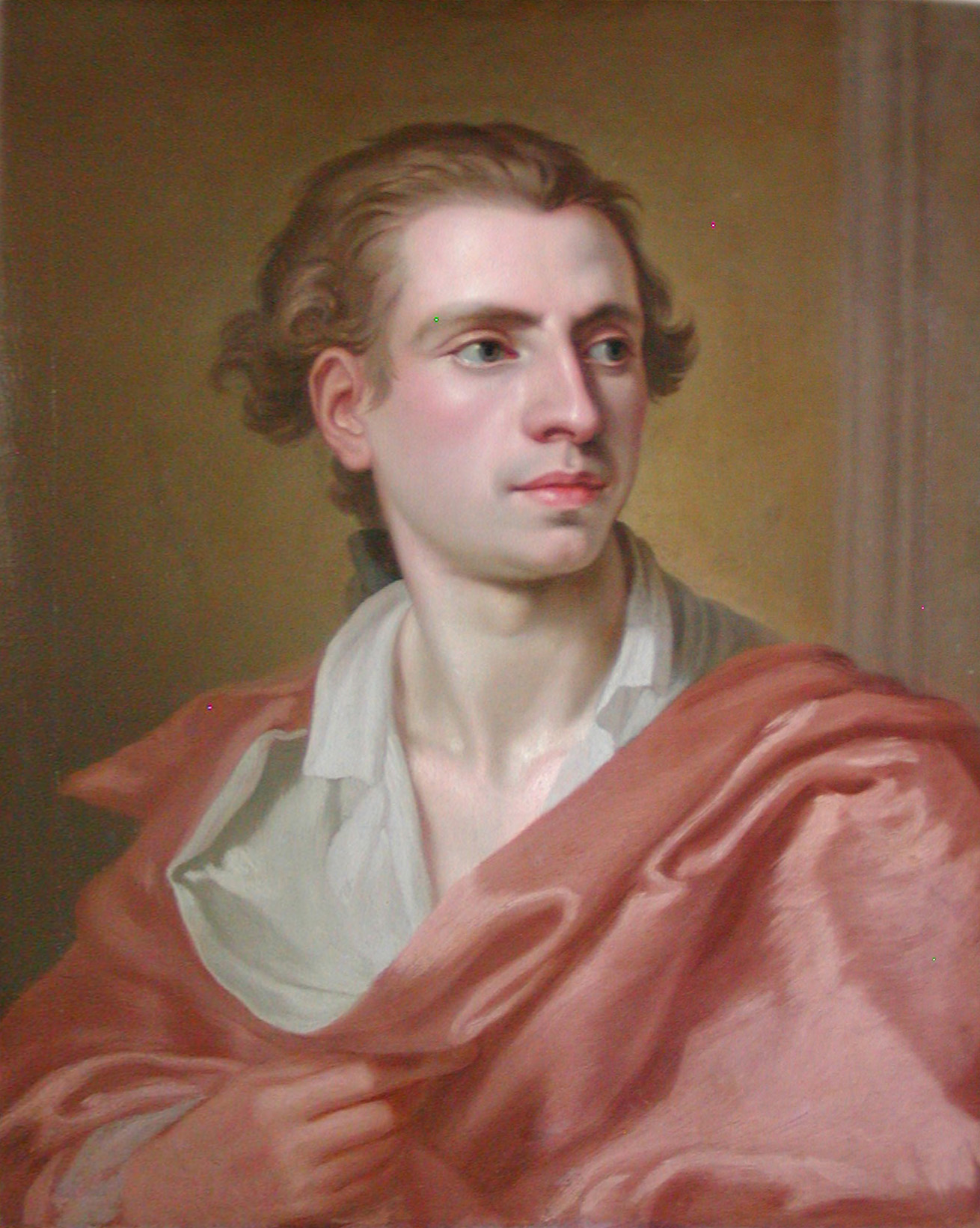
Johannes Wiedewelt (* 1731)

- 1731: Johannes Wiedewelt, dänischer Bildhauer
- 1732: Even Hammer, norwegischer Ökonom
- 1742: Georg Christoph Lichtenberg, deutscher Physiker und Schriftsteller
- 1755: Christian Friedrich von Glück, deutscher Jurist
- 1760: Otto von Woringen, deutscher Jurist und Sänger
- 1765: Pierre Jean Louis Victor Thuillier, französischer Revolutionär und Politiker
- 1766: Samuel Dinsmoor, US-amerikanischer Politiker, Gouverneur von New Hampshire
- 1769: Giovanni Salucci, italienischer Architekt
- 1771: Ferdinando Paër, italienischer Komponist
- 1772: Johann Rudolf Fischer, Schweizer evangelischer Geistlicher
- 1776ː Sophie Gay, französische Schriftstellerin
- 1780: Ludwig Philipp von Bombelles, österreichischer Diplomat
- 1780: Carl von Clausewitz, preußischer Generalmajor, Heeresreformer, Militärwissenschaftler und -ethiker
- 1785: Friedrich von Schenk, Generaladministrator der bayerischen Salinen
- 1788: Jean-Victor Poncelet, französischer Mathematiker und Physiker
- 1789: Francisco Javier Mina, spanischer Guerilla-Führer

### 19. Jahrhundert

#### 1801–1850

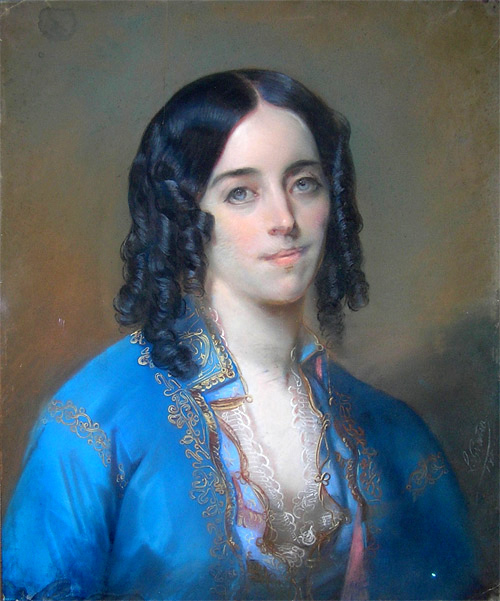
George Sand (* 1804)

- 1804: George Sand, französische Schriftstellerin
- 1812: Ferdinand Eckbrecht von Dürckheim-Montmartin, französischer Jurist
- 1813: Abbas I. Hilmi, Wali (Gouverneur) von Ägypten
- 1813: Pawel Wassiljewitsch Annenkow, russischer Gutsbesitzer und Publizist
- 1813: Johan Cesar Godeffroy, deutscher Kaufmann
- 1818: Johanna Gabillon, deutsche Schauspielerin
- 1818: Ignaz Semmelweis, ungarischer Arzt und Hygiene-Pionier
- 1818: Jetty Treffz, österreichische Opernsängerin
- 1825: John Adams, Brigadegeneral der Konföderierten Staaten von Amerika
- 1825: Franz Weber, österreichischer Orgelbauer
- 1828: Karl Huber, rumäniendeutscher Komponist, Geiger, Dirigent und Musikpädagoge
- 1833: Max Theodor von Karajan, österreichischer Altphilologe
- 1835: Carl Friedrich Koepe, deutscher Pionier der Bergbautechnik
- 1838: Robert Beyschlag, deutscher Genremaler
- 1838ː Marie-Louise Jaÿ, französische Unternehmerin und Gründerin des Großwarenhauses La Samaritaine
- 1842: Julius Falkenstein, deutscher Arzt und Afrikareisender
- 1844: Verney Lovett Cameron, britischer Afrikareisender
- 1844: Júlia da Costa, brasilianische Dichterin
- 1845: Arthur von Seckendorff-Gudent, schweizerisch-österreichischer Forstwissenschaftler
- 1846: Ludwig von Sybel, deutscher Altphilologe, Archäologe und Kunsthistoriker
- 1847: Heinrich Gelzer, Schweizer klassischer Philologe, Althistoriker und Byzantinist

#### 1851–1900
- 1851: Erwin Hildt, deutscher Landwirt
- 1852: Maximilian Põdder, estnischer Schriftsteller und Übersetzer
- 1853: Elly Allesch, deutsche Schriftstellerin
- 1854: Joseph V. Graff, US-amerikanischer Politiker, Mitglied des Repräsentantenhauses
- 1855: Laurent Fischer, deutscher Politiker, MdL
- 1856: Elise Mahler, deutsche Malerin
- 1857: Julius Konegen, deutscher Maschinenbauingenieur und Unternehmer
- 1858: Sophie Barazetti, österreichische Schriftstellerin
- 1859: Édouard Alfred Martel, französischer Höhlenforscher
- 1859: Elisabeth Wiese, deutsche Serienmörderin
- 1860: Gustav Jacob Adt, deutscher Fabrikant und Politiker, MdL
- 1860: Carl Paal, deutsch-österreichischer Chemiker
- 1864: Bess Mensendieck, niederländisch-US-amerikanische Ärztin, Begründerin der frühen Atem- und Leibpädagogik
- 1865: Vineta Mayer, österreichische Alpinistin
- 1866: Josef Albert Amann junior, deutscher Gynäkologe
- 1867: William A. Ashbrook, US-amerikanischer Politiker, Mitglied des Repräsentantenhauses
- 1867: Franz Boll, deutscher Altphilologe
- 1867: Česlovas Sasnauskas, litauischer Komponist

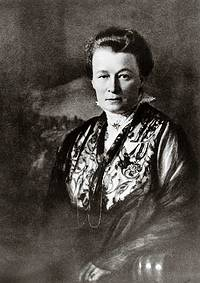
Ellen Amman (* 1870)

- 1870: Ellen Ammann, schwedisch-deutsche Politikerin und kirchliche Aktivistin, Gründerin des katholischen Bayerischen Frauenbundes, MdL
- 1870: Inoue Kenkabō, japanischer Schriftsteller
- 1870: Léonard Misonne, belgischer Fotograf
- 1872: Louis Blériot, französischer Luftfahrtpionier
- 1873: Alice Guy-Blaché, Pionierin des Films
- 1876ː Karen Jeppe, dänische Missionarin
- 1877: Giulio Antamoro, italienischer Filmregisseur
- 1878: Ernst Gehrcke, deutscher Physiker
- 1879: Emma Gertrud Eckermann, deutsche Malerin, Grafikerin und Kunstlehrerin
- 1879: Léon Jouhaux, französischer Gewerkschafter, Nobelpreisträger
- 1880: Joseph-Ermend Bonnal, französischer Komponist, Organist und Musikpädagoge
- 1881: Franz Heinrich Achermann, Schweizer Geistlicher und Autor
- 1881: Georg Forster, Schweizer Schullehrer und Politiker, Nationalrat
- 1882: Wilhelm Andreas, deutscher Bildhauer, Porzellandesigner und Innenarchitekt
- 1882: Theodor Meyer, deutscher Mathematiker, Physiker und Lehrer
- 1884: Alexander Glaser, deutscher Rechtsanwalt und Politiker, MdL
- 1885: Dorothea Mackellar, australische Dichterin und Romanautorin
- 1886: Anton Kolig, österreichischer Maler
- 1886: Fernando Santiván, chilenischer Schriftsteller und Journalist
- 1888: Alberto Magnelli, italienischer Künstler
- 1889: Peter von Heydebreck, deutscher Freikorps- und SA-Führer und Politiker, MdR
- 1889: Wera Ignatjewna Muchina, russische Bildhauerin
- 1890: Fritz Haas, österreichischer Kraftwerkbauer
- 1891: Otto Armster, deutscher Nachrichtendienst-Offizier und Widerstandskämpfer
- 1892: James M. Cain, US-amerikanischer Journalist und Autor von Kriminalromanen
- 1892: Franziska Seidl, österreichische Physikerin
- 1893: Shishi Bunroku, japanischer Schriftsteller
- 1894: Bernard Heinze, australischer Musiker, Dirigent und Musikpädagoge
- 1895: Otto von Auwers, deutscher Physiker
- 1897: Willi Paul, deutscher Autor, Herausgeber und Widerstandskämpfer
- 1898: Eric Arthur, kanadischer Architekt und Autor
- 1898ː Charlotte Martens, deutsche Dokumentarfilmregisseurin
- 1899: Thomas A. Dorsey, US-amerikanischer Blues- und Gospel-Sänger und Pianist

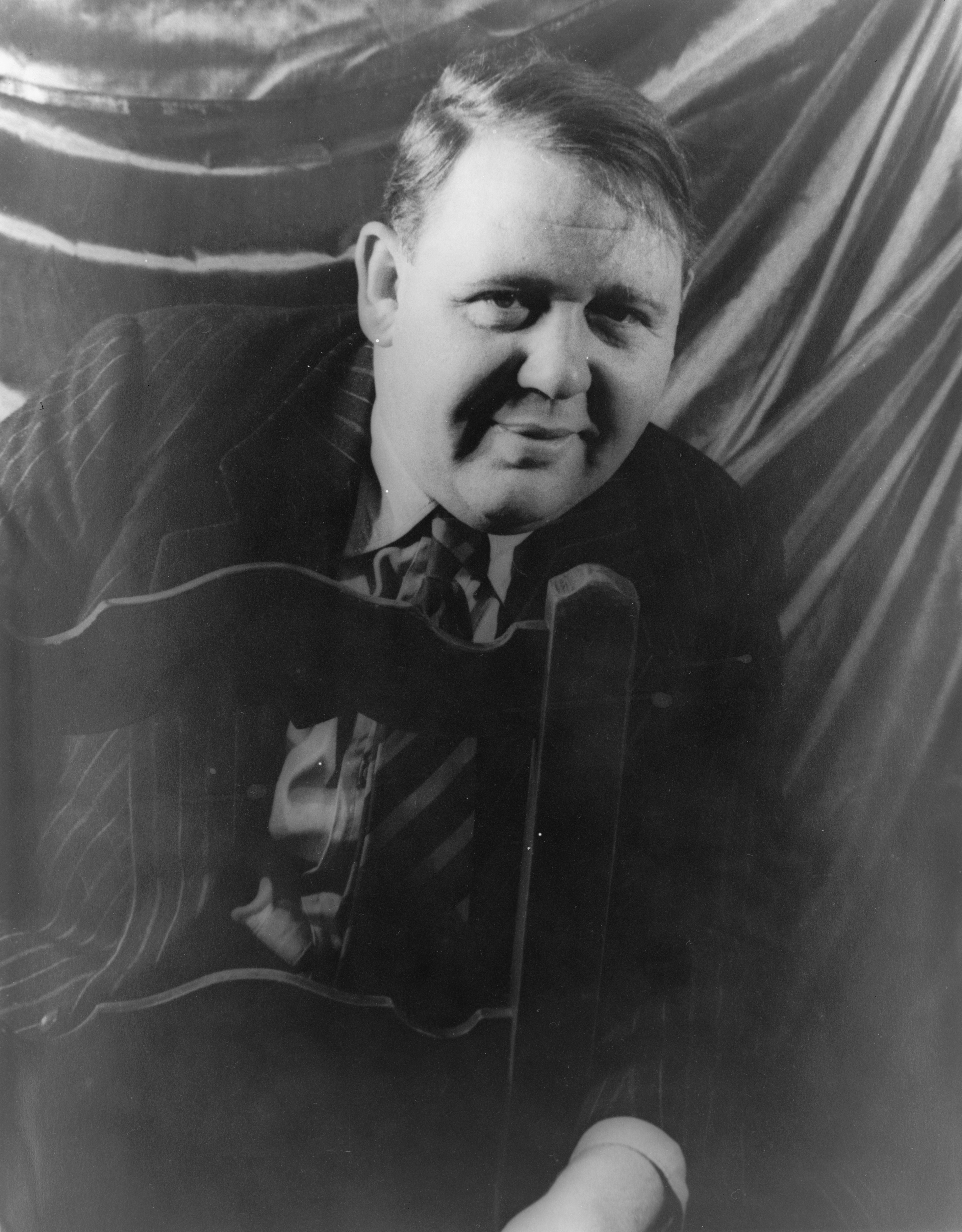
Charles Laughton (* 1899)

- 1899: Charles Laughton, britischer Filmschauspieler
- 1899: Konstantinos Tsatsos, griechischer Jurist, Autor und Politiker, Minister, Staatspräsident
- 1900: Marcus Adeney, kanadischer Cellist, Komponist, Musikpädagoge und Schriftsteller
- 1900: Kurt Fischer, deutscher Politiker, Landesminister, MdL, Chef der Deutschen Volkspolizei, Abgeordneter der Volkskammer

### 20. Jahrhundert

#### 1901–1925
- 1902: Franz Jehan Leenhardt, französischer evangelischer Geistlicher und Hochschullehrer
- 1902: Maria Probst, deutsche Politikerin, MdL, MdB, MdEP, erste Bundestagsvizepräsidentin
- 1902: William Wyler, US-amerikanischer Regisseur, Oscarpreisträger
- 1903: Percy Austin, englischer Fußballspieler

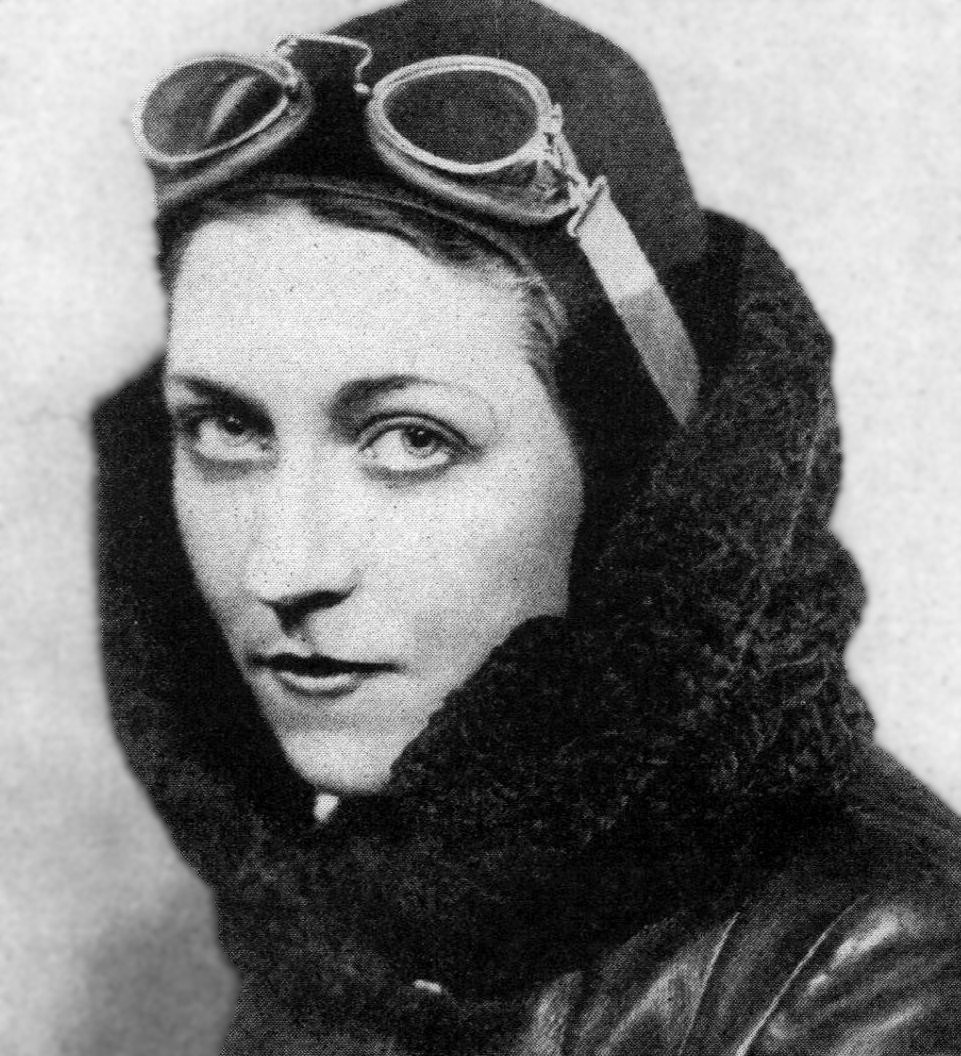
Amy Johnson (* 1903)

- 1903: Amy Johnson, britische Pilotin
- 1905: Peter Tobaben, deutscher Politiker, MdB, MdL
- 1907: Friedrich Aduatz, österreichischer Maler und Grafiker
- 1907: Walter Trott, deutscher Bobfahrer
- 1907: Fabian von Schlabrendorff, deutscher Jurist und Offizier, Widerstandskämpfer des 20. Juli 1944, Richter des Bundesverfassungsgerichts
- 1908: Peter Anders, deutscher Sänger
- 1909: Juan Carlos Onetti, uruguayischer Schriftsteller
- 1910: Ulrich Bigalke, deutscher Ingenieur, Automobilrennfahrer, Filmemacher und Jagdflieger
- 1912: Madeleine Stern, US-amerikanische Antiquariats-Buchhändlerin und Autorin
- 1912: Inge von Wangenheim, deutsche Schriftstellerin und Schauspielerin
- 1914: Christl Cranz, deutsche Skirennläuferin
- 1915: Hermann Vetters, österreichischer Archäologe
- 1915: Willie Dixon, US-amerikanischer Bluesmusiker
- 1916: Thomas Hamilton-Brown, südafrikanischer Boxer

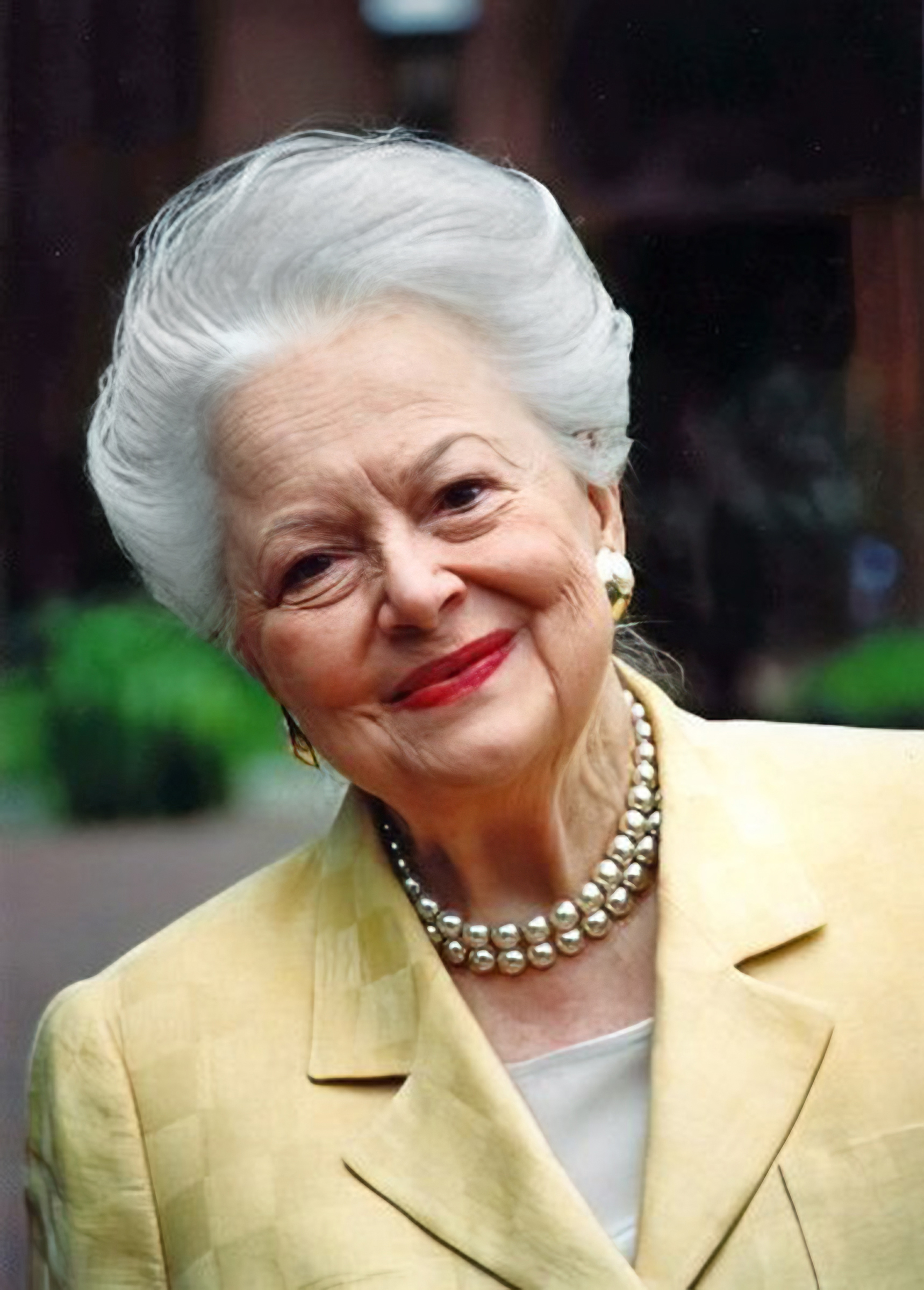
Olivia de Havilland (* 1916)

- 1916: Olivia de Havilland, US-amerikanische Schauspielerin
- 1917: Rolf Rodenstock, deutscher Unternehmer, Vorsitzender des Bundesverbandes der Deutschen Industrie (BDI)
- 1919: Hans Bender, deutscher Schriftsteller, Herausgeber der Zeitschrift Konturen
- 1920: Lucidio Sentimenti, italienischer Fußballspieler
- 1921: Seretse Khama, botswanischer Politiker, Premierminister, erster Staatspräsident des Landes
- 1921: Jerzy Stefan Stawiński, polnischer Schriftsteller und Drehbuchautor
- 1922: Phil Bosmans, belgischer Ordensgeistlicher und Autor
- 1922: Riccardo Carapellese, italienischer Fußballspieler und -trainer
- 1922: Jiří Ropek, tschechischer Komponist, Organist und Musikpädagoge
- 1922: Klaus Wüsthoff, deutscher Komponist
- 1925: Hans Fahning, deutscher Wirtschafts- und Politikwissenschaftler
- 1925: Franca Magnani, italienische Journalistin, langjährige ARD-Korrespondentin in Rom

#### 1926–1950

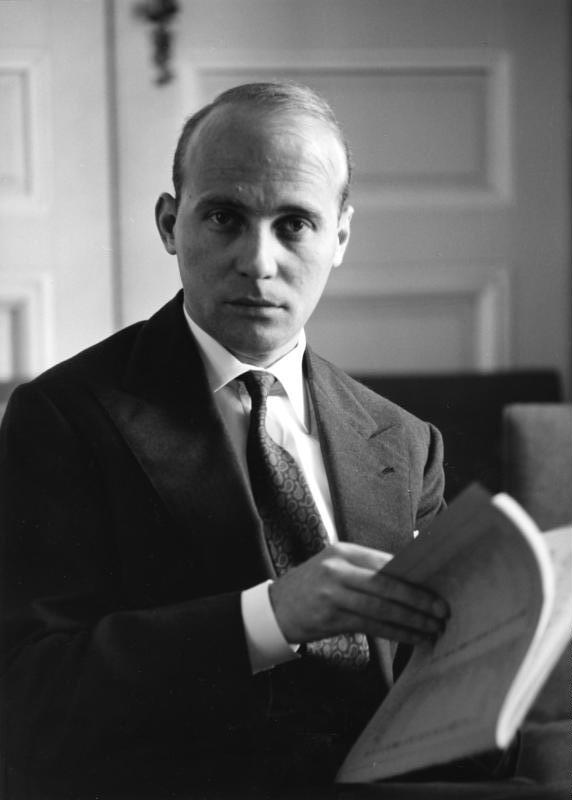
Hans Werner Henze (* 1926)

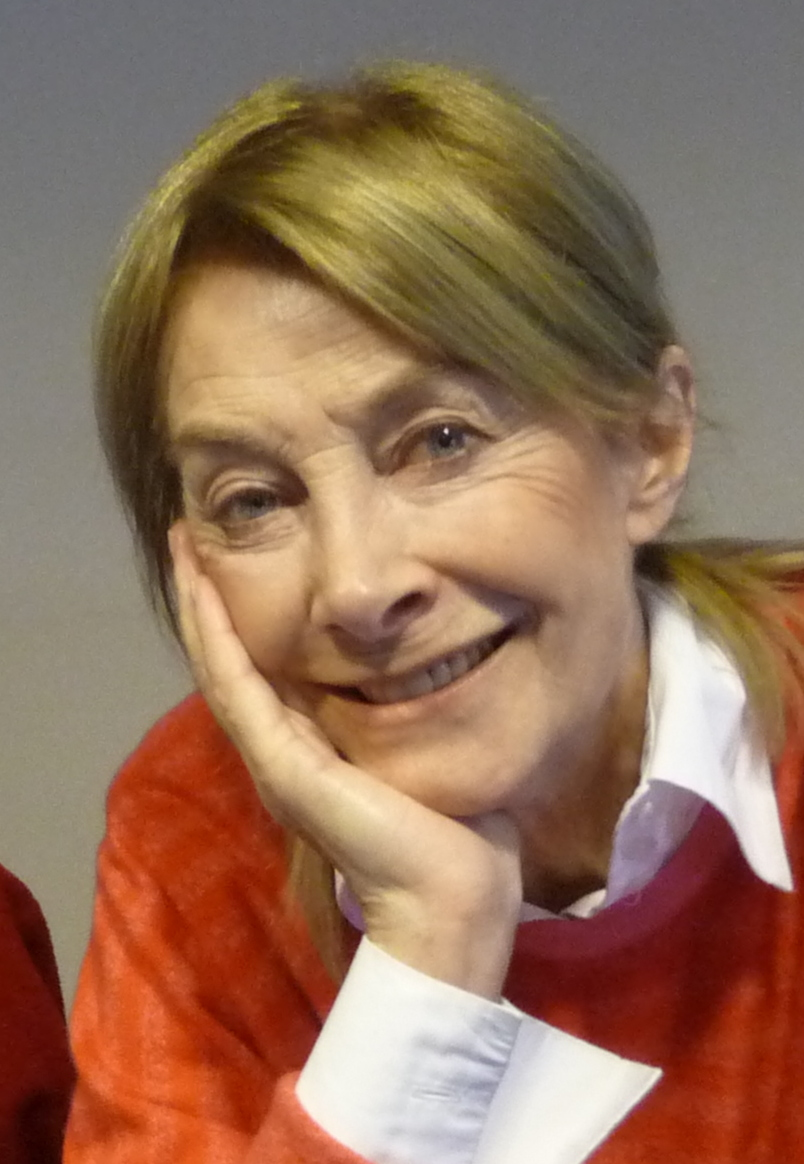
Jean Marsh (* 1934)

- 1926: Fernando José Corbató, amerikanischer Informatiker
- 1926: Robert Fogel, US-amerikanischer Ökonom
- 1926: Hans Werner Henze, deutscher Komponist
- 1927: Hans Eklund, schwedischer Komponist
- 1927: Chandra Shekhar, indischer Politiker, Premierminister
- 1927: Jesús Villalobos Villegas, peruanischer Fußballspieler
- 1928: Gunnar Möller, deutscher Schauspieler
- 1928: Hans-Joachim Rüscher, deutscher Partei- und Wirtschaftsfunktionär
- 1929: Gerald M. Edelman, US-amerikanischer Mediziner
- 1929: Augustinus Karl Wucherer-Huldenfeld, österreichischer Theologe und Philosoph
- 1930: Gonzalo Sánchez de Lozada, bolivianischer Politiker, Staatspräsident
- 1931: Leslie Caron, französische Schauspielerin
- 1931: Bruno Epple, deutscher Maler und Dichter
- 1933: Alfredo Rizzo, italienischer Leichtathlet
- 1934: Claude Berri, französischer Filmregisseur, Schauspieler, Filmproduzent und Drehbuchautor
- 1934ː Jean Marsh, britische Schauspielerin und Drehbuchautorin
- 1934: Sydney Pollack, US-amerikanischer Filmregisseur, Produzent und Schauspieler
- 1934: Jamie Farr, US-amerikanischer Schauspieler

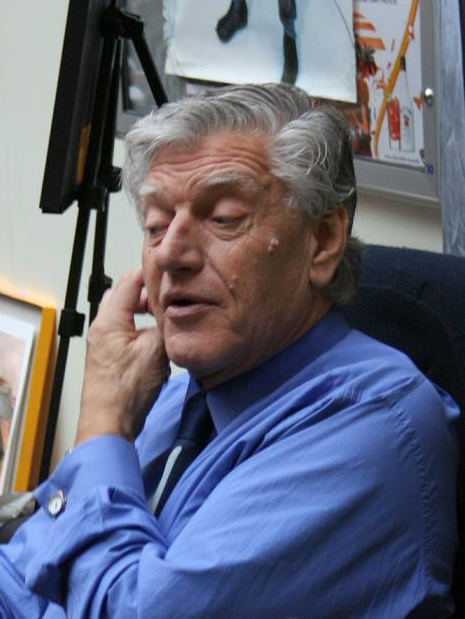
David Prowse (* 1935)

- 1935: David Prowse, britischer Schauspieler und Fitnesstrainer
- 1935: James Cotton, US-amerikanischer Musiker
- 1936: Bruce J. McFarlane, australischer Wirtschaftswissenschaftler
- 1936: Roger Staub, Schweizer Skirennläufer
- 1937: Claus-Wilhelm Canaris, deutscher Zivilrechtler und Rechtsphilosoph
- 1937: Lydia Makhubu, eswatinische Chemikerin
- 1939: Wolfgang Beltermann, deutscher Brigadegeneral des Heeres der Bundeswehr
- 1939: Karen Black, US-amerikanische Schauspielerin
- 1939: Muhammad Baqir al-Hakim, irakischer Geistlicher und Oppositionsführer
- 1940: Ela Gandhi, indische Friedensaktivistin, Enkelin von Mahatma Gandhi
- 1941: Günter Halama, deutscher Jurist
- 1941: Ursula Koch, Schweizer Politikerin
- 1941: Myron S. Scholes, US-amerikanischer Ökonom, Nobelpreisträger
- 1941: Twyla Tharp, US-amerikanische Choreografin und Ballettmeisterin
- 1942: Izzat Ibrahim ad-Duri, irakischer General
- 1942: Geneviève Bujold, franko-kanadische Filmschauspielerin
- 1942: Andraé Crouch, US-amerikanischer Gospelsänger und Komponist
- 1942ː Kristin Feireiss, deutsche Kuratorin
- 1943: Rolf Idler, deutscher Theaterschauspieler

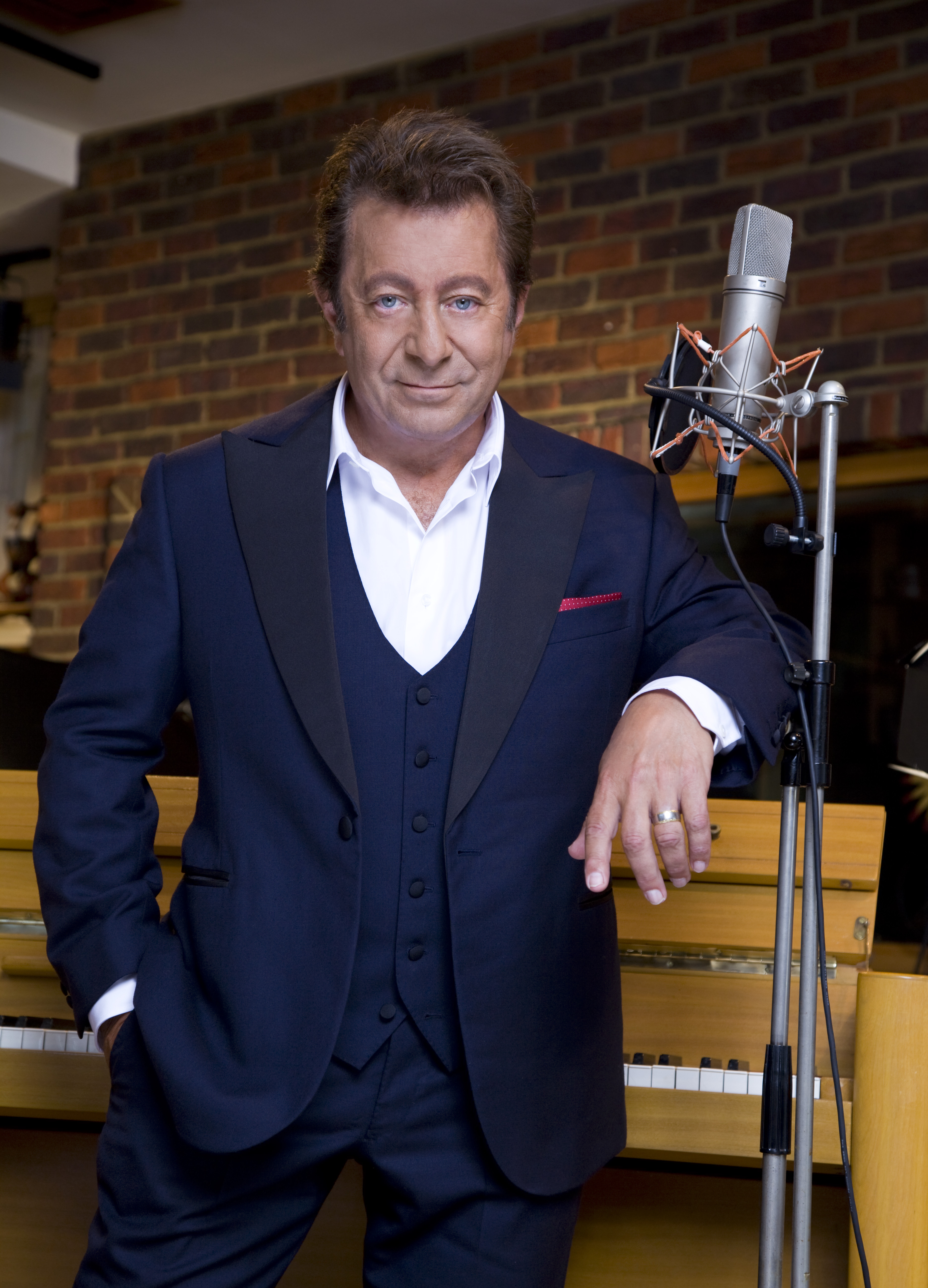
Jeff Wayne (* 1943)

- 1943: Jeff Wayne, US-amerikanischer Komponist und Musiker
- 1944: Salgueiro Maia, portugiesischer Offizier, maßgeblich Beteiligter an der Nelkenrevolution
- 1945: István Bérczi, ungarischer Turner
- 1945: Jane Cederqvist, schwedische Schwimmerin

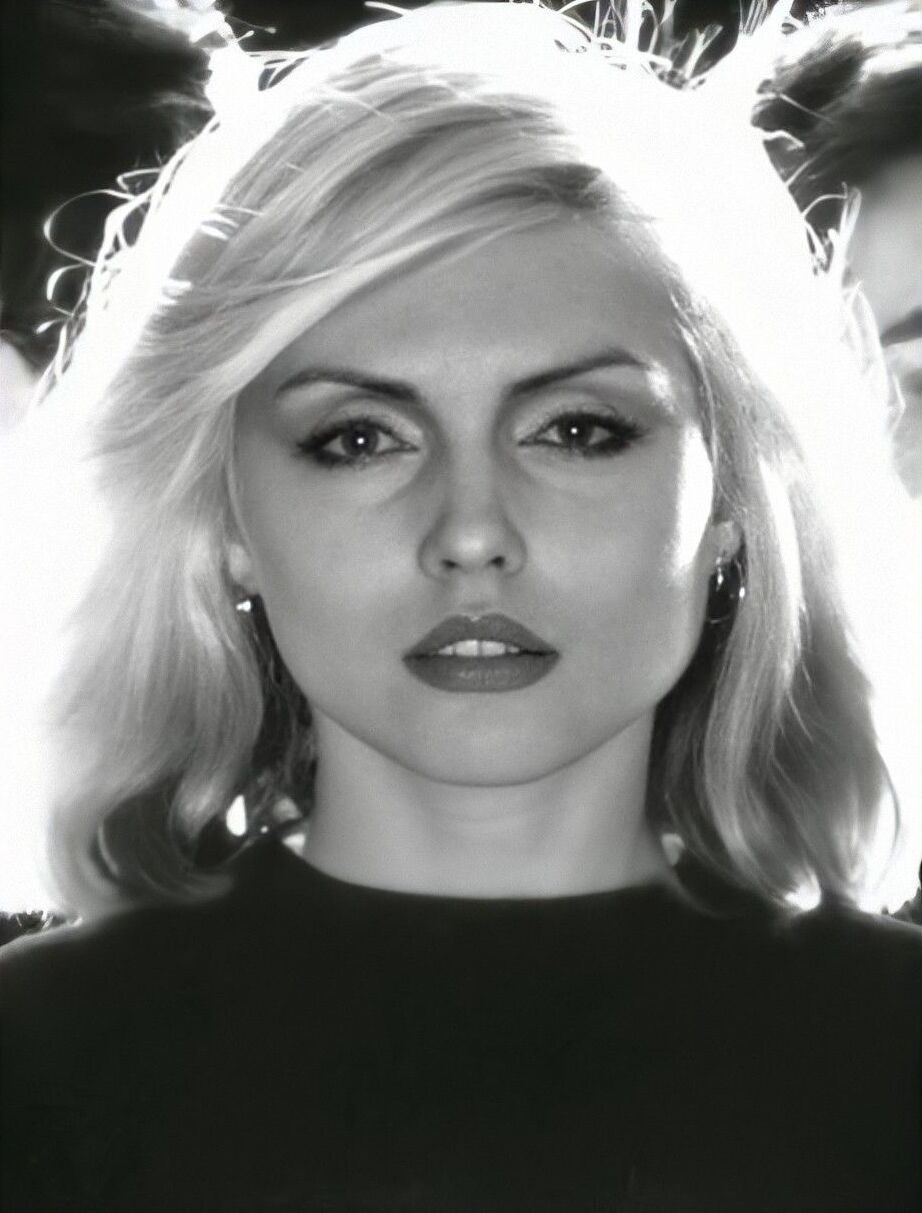
Debbie Harry (* 1945)

- 1945: Debbie Harry, US-amerikanische Sängerin und Songschreiberin
- 1945: Michael Sowa, deutscher Maler und Zeichner
- 1946: Stefan Aust, deutscher Journalist und Publizist, Chefredakteur des Nachrichten-Magazins Der Spiegel
- 1946: Mireya Moscoso, panamaische Politikerin, Staatspräsidentin
- 1947: Kazuyoshi Hoshino, japanischer Automobilrennfahrer
- 1947: Helga Kühn-Mengel, deutsche Diplom-Psychologin und Politikerin, MdB
- 1947: Johannes W. Pichler, österreichischer Universitätsprofessor
- 1948: Monika Stocker, Schweizer Politikerin
- 1949: John Farnham, australischer Sänger
- 1949: Franz Fehrenbach, deutscher Wirtschaftsingenieur und Manager (Robert Bosch GmbH)
- 1950: Elke Aberle, deutsche Schauspielerin
- 1950: Konrad Breitenborn, deutscher Historiker und Museumsfachmann, MdL

#### 1951–1975
- 1951: Imre Gedővári, ungarischer Fechter, Olympiasieger, Welt- und Europameister
- 1951: Klaus-Peter Justus, deutscher Leichtathlet, Europameister
- 1951: Daria Nałęcz, polnische Historikerin und Archivarin
- 1951: Gaby Rückert, deutsche Balladensängerin
- 1952: David Arkenstone, US-amerikanischer Musiker und Komponist

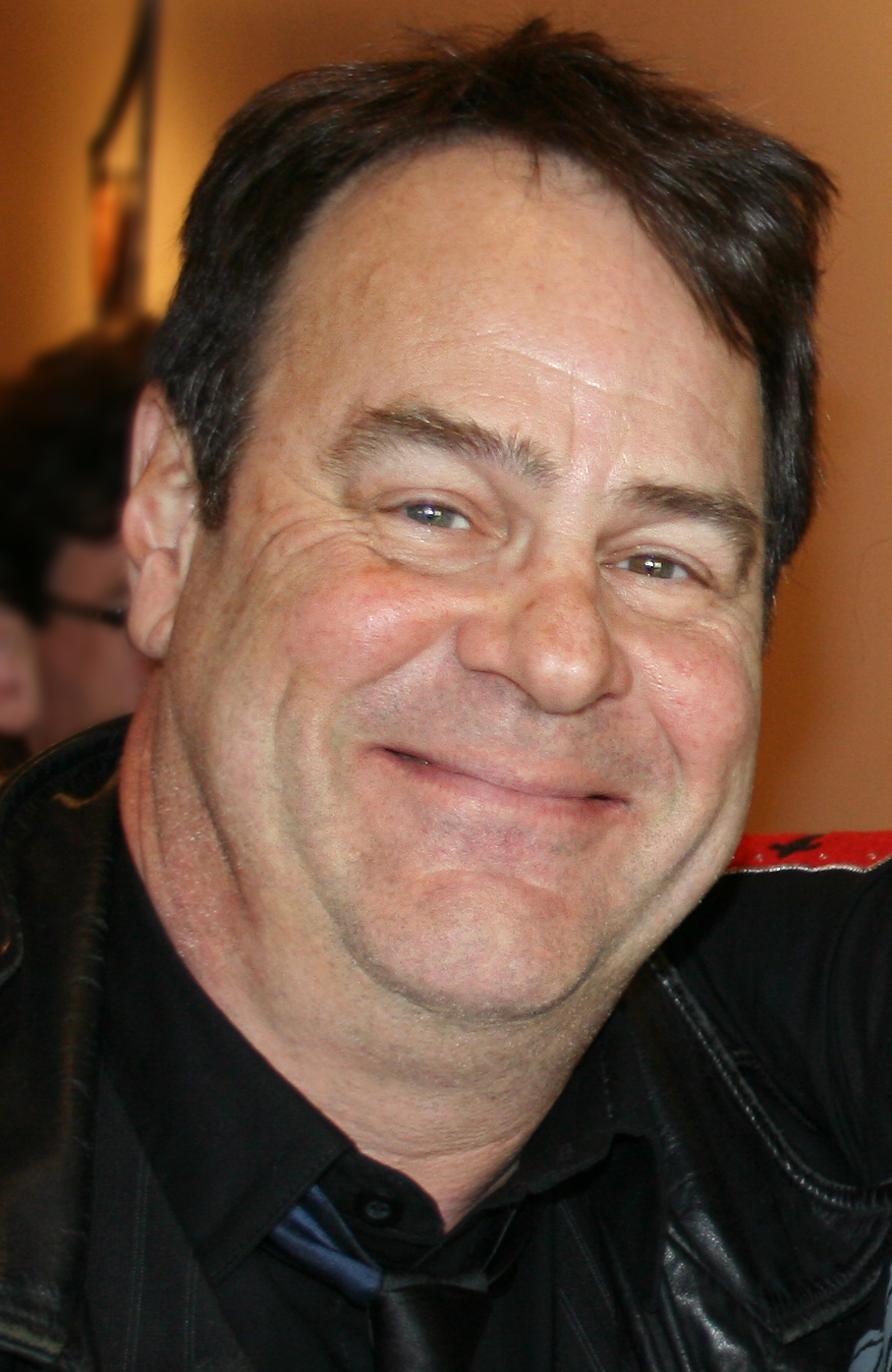
Dan Aykroyd (* 1952)

- 1952: Dan Aykroyd, kanadischer Filmschauspieler
- 1952: Brian George, israelischer Schauspieler
- 1952: Peter Graham (Pseudonym für Jaroslav Šťastný-Pokorný), tschechischer Komponist
- 1953: Dhia Hadi Mahmoud Al-Dabbass, irakischer Diplomat
- 1953: Peter Baumgartner, österreichischer Professor für Wirtschaftspädagogik
- 1953: Mike Haynes, US-amerikanischer American-Football-Spieler
- 1953: Jadranka Kosor, kroatische Politikerin und Journalistin, Premierministerin
- 1954: Eva Lichtenberger, österreichische Politikerin, LAbg., Abgeordnete zum Nationalrat, MdEP
- 1954: Herbert Zimmermann, deutscher Fußballspieler
- 1955: Werner Acker, deutscher Musiker
- 1955: Christian Estrosi, französischer Motorradrennfahrer und Politiker
- 1955: Behzad Ranjbaran, iranisch-US-amerikanischer Komponist und Musikpädagoge
- 1955: Keith Whitley, US-amerikanischer Countrymusiker
- 1956: Alan Ruck, US-amerikanischer Schauspieler
- 1959: Marilyn Perkins Biery, US-amerikanische Kirchenmusikerin und Komponistin
- 1960: Lynn Jennings, US-amerikanische Leichtathletin, Weltmeisterin, Olympiamedaillengewinnerin
- 1960: Marie-Luce Waldmeier, französische Skirennläuferin
- 1961: Carl Lewis, US-amerikanischer Leichtathlet, Olympiasieger, Weltmeister
- 1961: Kalpana Chawla, US-amerikanische Astronautin

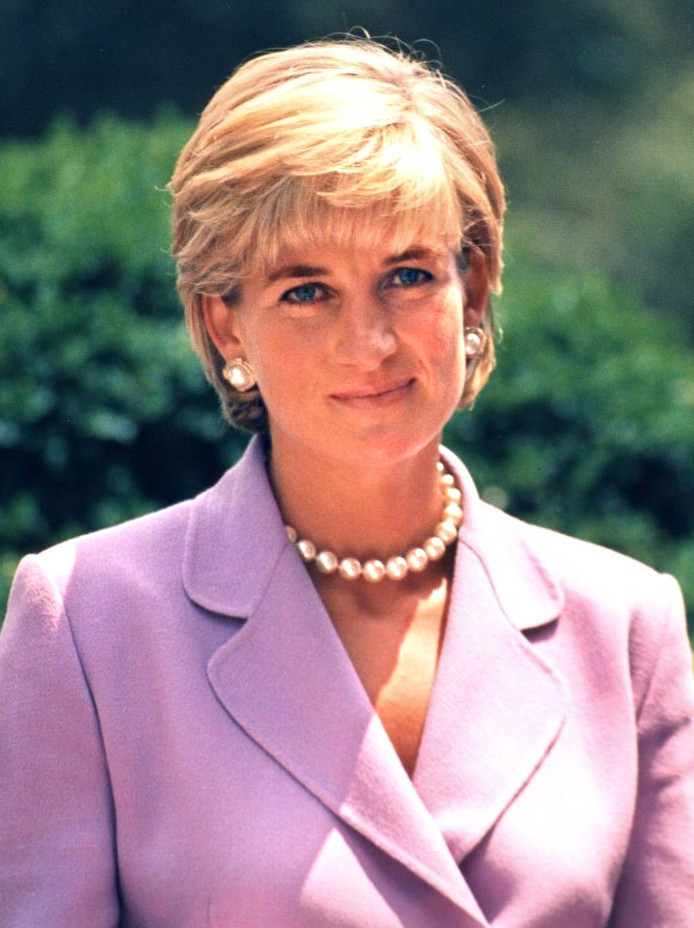
Diana, Princess of Wales (* 1961)

- 1961: Diana, Princess of Wales, erste Ehefrau des britischen Thronfolgers Charles, Kronprinzessin
- 1962: Andre Braugher, US-amerikanischer Schauspieler
- 1962: Dominic Keating, britischer Schauspieler
- 1964: Guillermo Martín Abanto Guzmán, peruanischer Militärbischof
- 1964: Giovanna Arbunic Castro, chilenische Schachspielerin
- 1964: Iris Brosch, deutsche Modefotografin und Künstlerin
- 1964: Heiko Buhr, deutscher Schriftsteller
- 1964: Karen Anne Buljo, samisch-norwegische Schriftstellerin und Lyrikerin
- 1964: André François, vincentischer Leichtathlet
- 1964: Christian Hlade, österreichischer Unternehmer und Autor
- 1964: Caroline List, österreichische Richterin
- 1964: Augusto Paolo Lojudice, italienischer Geistlicher
- 1964: Ludwig Seuss, deutscher Pianist, Organist und Akkordeonist
- 1964: Udo Volz, deutscher Diplomat
- 1964: Franz Wohlfahrt, österreichischer Fußballspieler
- 1964: Udo Zilkens, deutscher Musikwissenschaftler, Komponist und Musikpädagoge
- 1965: Carl Fogarty, britischer Motorradrennfahrer
- 1966: Ola Per Andersson, schwedischer Fußballspieler, -trainer und -funktionär
- 1966: Stéphan Caron, französischer Schwimmer
- 1966: Zita Funkenhauser, deutsche Florettfechterin, Olympiasiegerin, Weltmeisterin
- 1967: Pamela Anderson, kanadische Schauspielerin
- 1967: Peter Plate, deutscher Sänger
- 1968: Adnan Maral, deutsch-türkischer Schauspieler
- 1969: Sven Liesegang, deutscher Handballspieler und -trainer
- 1969: Mabel Mosquera, kolumbianische Gewichtheberin
- 1971: Aleh Antonenka, belarussischer Eishockeyspieler
- 1971: Abu Bakr al-Baghdadi, irakischer Terrorist
- 1971: Missy Elliott, US-amerikanische Sängerin
- 1972: Bruno Kernen, Schweizer Skirennläufer, Olympiamedaillengewinner, Weltmeister
- 1972: Steffi Nerius, deutsche Leichtathletin, Olympiamedaillengewinnerin, Weltmeisterin
- 1972: Jörn Schläger, deutscher Handballtrainer und -spieler
- 1974: Raoul Biltgen, Luxemburger Schauspieler und Schriftsteller
- 1974: Jefferson Pérez, ecuadorianischer Leichtathlet, Olympiasieger
- 1975: Roland Kallan, österreichischer Naturbahnrodler
- 1975: Tatjana Iwanowna Tomaschowa, russische Mittel- und Langstreckenläuferin, Olympiamedaillengewinnerin, Weltmeisterin

#### 1976–2000
- 1976: Patrick Kluivert, niederländischer Fußballspieler
- 1976: Ruud van Nistelrooy, niederländischer Fußballspieler
- 1976: Plies, US-amerikanischer Rapper
- 1976: Szymon Ziółkowski, polnischer Leichtathlet, Olympiasieger, Weltmeister
- 1977: Verónica Sánchez, spanische Schauspielerin

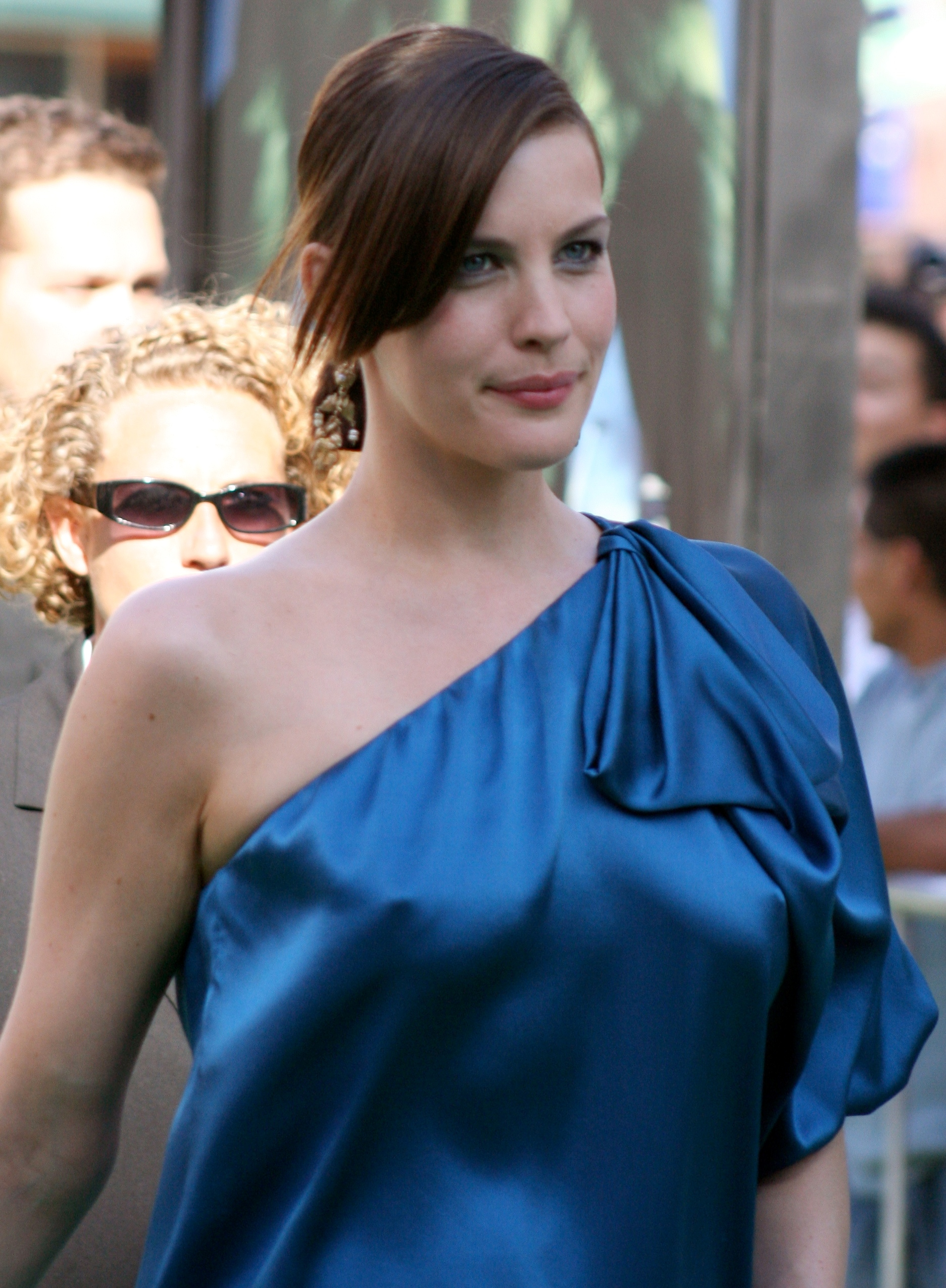
Liv Tyler (* 1977)

- 1977: Liv Tyler, US-amerikanische Schauspielerin
- 1977: Jarome Iginla, kanadischer Eishockeyspieler, Olympiasieger
- 1978: Akeboshi, japanischer Pop- und Folkmusiker
- 1978: Woo Sun-hee, südkoreanische Handballspielerin
- 1979: Patrik Baboumian, deutscher Kraftsportler
- 1979: Danial Jahić, serbischer Leichtathlet
- 1979: Enrico Sonnenberg, deutscher Motorradrennfahrer
- 1980: Michael Berrer, deutscher Tennisspieler
- 1980: Tanja Eisner, deutsche Mathematikerin
- 1980: Robert Lechleiter, deutscher Fußballspieler
- 1980: Patrick Miller, schweizerisch-kenianischer Sänger, Songwriter, Produzent und Rapper
- 1981: Flavia Rigamonti, Schweizer Schwimmerin
- 1982: Bassim Abbas, irakischer Fußballspieler
- 1982: Kiera Chaplin, britisches Model und Schauspielerin
- 1982: Joachim Johansson, schwedischer Tennisspieler
- 1982: Odirlei Pessoni, brasilianischer Bobfahrer
- 1983: Roland Juhász, ungarischer Fußballspieler

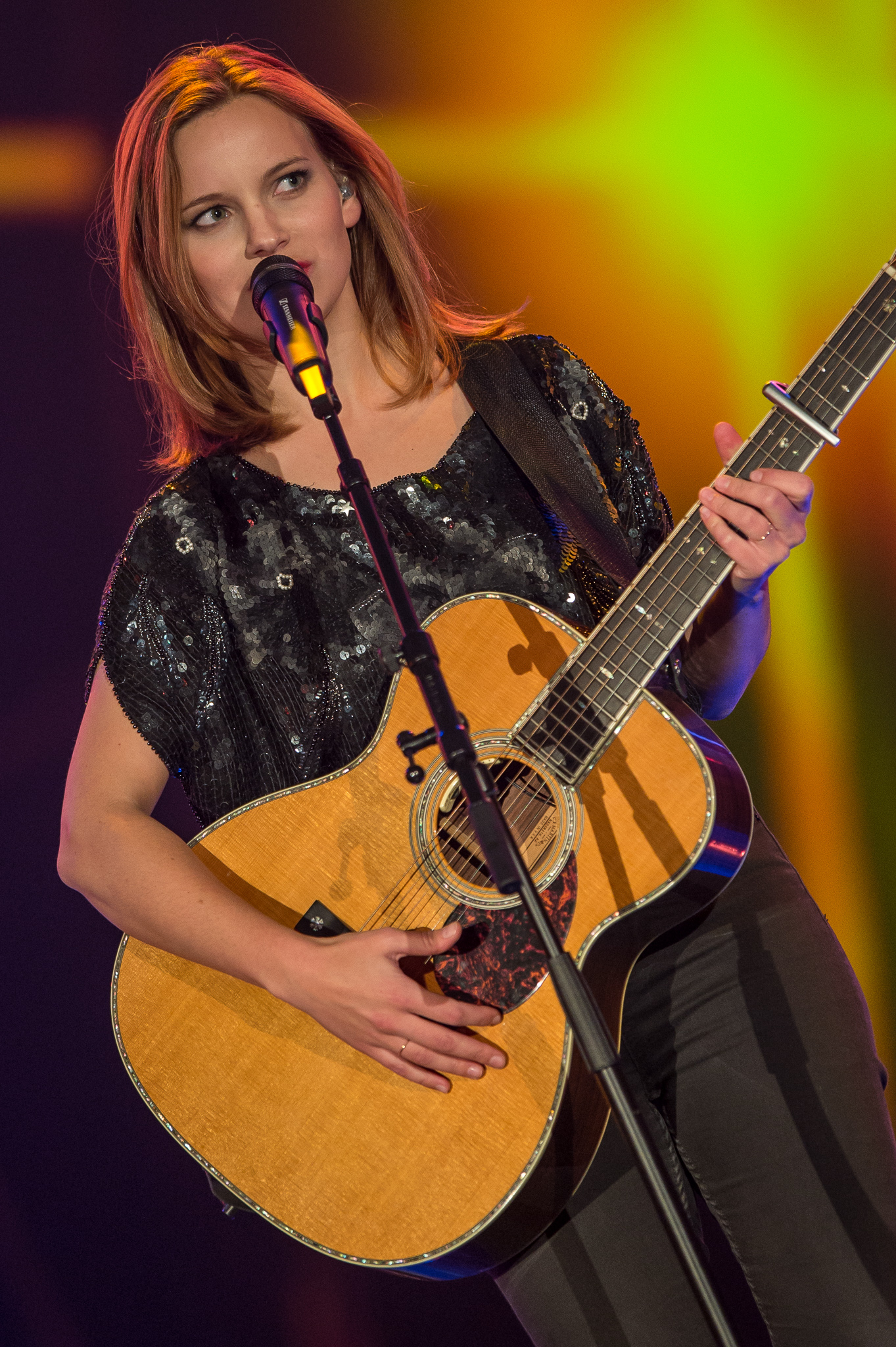
Marit Larsen (* 1983)

- 1983: Marit Larsen, norwegische Pop-Sängerin
- 1984: Cidimar Rodrigues da Silva, brasilianischer Fußballspieler
- 1985: Annike Krahn, deutsche Fußballspielerin
- 1985: Tendai Mtawarira, südafrikanischer Rugbyspieler
- 1985: Léa Seydoux, französische Schauspielerin
- 1986: Agnes Monica, indonesische Sängerin und Schauspielerin
- 1986: Natalia Rudziewicz, deutsche Schauspielerin
- 1987: Tobias Schimmelbauer, deutscher Handballspieler
- 1987: Dominik Schmidt, deutscher Fußballspieler
- 1988: Fabian Gutbrod, deutscher Handballspieler
- 1988: Norbert Ortner, deutscher Schauspieler und Regisseur
- 1988: Shun Yamamoto, japanischer Nordischer Kombinierer
- 1989: Nathanaël Berthon, französischer Automobilrennfahrer
- 1989: Mehdi Carcela-González, belgischer Fußballspieler
- 1989: Cléopâtre Darleux, französische Handballspielerin
- 1989: Kevin Kühnert, deutscher Politiker
- 1989: Hannah Murray, britische Schauspielerin
- 1989: Daniel Ricciardo, australischer Automobilrennfahrer
- 1991: Jade Barbosa, brasilianische Turnerin
- 1991: Ivan Paurević, kroatisch-deutscher Fußballspieler
- 1991: Lucas Vázquez, spanischer Fußballspieler
- 1992: Sonja Greinacher, deutsche Basketballspielerin
- 1993: Raini Rodriguez, US-amerikanische Schauspielerin
- 1995: Ebenezer Ofori, ghanaischer Fußballspieler
- 1995: Krzysztof Piątek, polnischer Fußballspieler
- 1995: Andrew Van Ginkel, US-amerikanischer American-Football-Spieler
- 1996: Eliana Bandeira, portugiesisch-brasilianische Leichtathletin
- 1998: Jordi Meeus, belgischer Radrennfahrer
- 1998: Chloe Bailey, US-amerikanische Sängerin und Schauspielerin
- 1999: Matteo Jorgenson, US-amerikanischer Radrennfahrer
- 2000: Marco Carnesecchi, italienischer Fußballspieler

#### 2001–2025
- 2003: Reshad de Gerus, französischer Automobilrennfahrer
- 2003: Tate McRae, kanadische Sängerin
- 2006: Muriel Furrer, Schweizer Radrennfahrerin

## Gestorben

### Vor dem 18. Jahrhundert
- 0023: Drusus der Jüngere, römischer Politiker
- 0533: Theoderich von Reims, fränkischer Geistlicher, Abt, Heiliger der katholischen Kirche
- 0868: ʿAlī al-Hādī an-Naqī, Imam nach dem Glauben der Zwölferschiiten

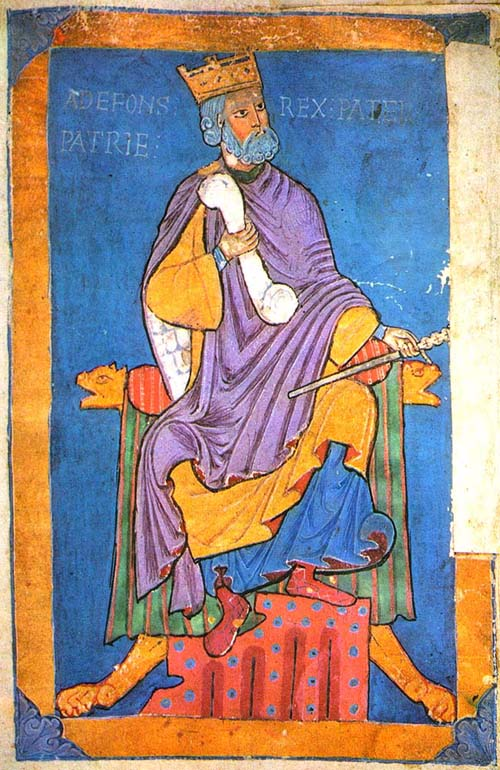
Alfons VI. († 1109)

- 1109: Alfons VI., König von Kastilien und León
- 1137: Hugo von Sponheim, Erzbischof von Köln
- 1175: Reginald de Dunstanville, 1. Earl of Cornwall, englischer Adliger, unehelicher Sohn von König Heinrich I.
- 1197: Gertrud, Herzogin von Schwaben und Königin von Dänemark
- 1212: Mauger, Bischof von Worcester

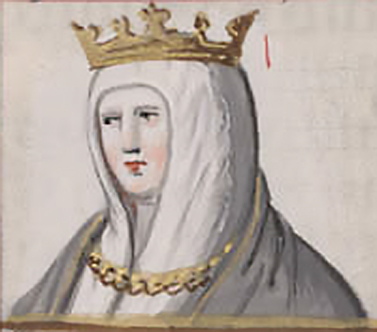
Maria de Molina († 1321)

- 1321: Maria de Molina, Königin von Kastilien und León
- 1378: Johann IV. von Arkel, Fürstbischof von Utrecht und Lüttich
- 1492: Heinrich der Jüngere von Münsterberg, böhmischer Adliger und Schriftsteller, Herzog von Münsterberg, Graf von Glatz, Landesverweser von Böhmen
- 1503: Louis I. d’Amboise, französischer Bischof von Albi
- 1506: Matthias Rejsek, tschechischer Steinmetz, Bildhauer, Baumeister und Architekt
- 1523: Hendrik Vos, erster Märtyrer der Reformation
- 1523: Johannes van Esschen, erster Märtyrer der Reformation
- 1532: Bernardino Luini, italienischer Maler
- 1537: Mauritius Ferber, Bischof von Ermland
- 1587: Leonhard Badehorn, deutscher Jurist
- 1589: Christoffel Plantijn, französisch-flämischer Buchdrucker und Verleger
- 1591: William Douglas, 9. Earl of Angus, schottischer Adeliger
- 1592: Marc’Antonio Ingegneri, italienischer Komponist
- 1614: Isaac Casaubon, eidgenössischer Gelehrter, Protestant und Humanist
- 1637: Christoph von Dohna, deutscher Politiker und Gelehrter zur Zeit des Dreißigjährigen Krieges
- 1659: Johannes Crocius, deutscher reformierter Theologe

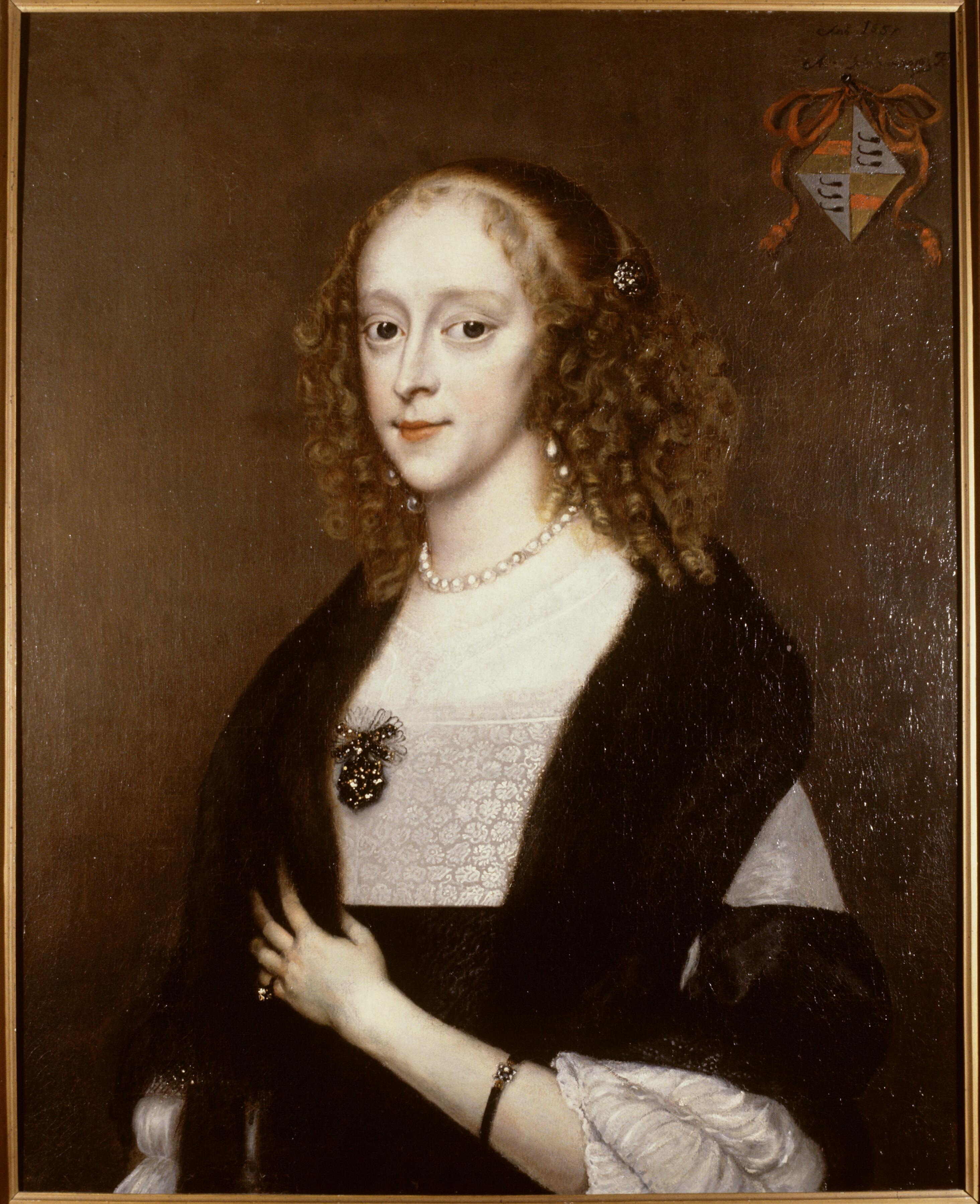
Wendela Bicker († 1668)

- 1668: Wendela Bicker, niederländische Patrizierin
- 1699: Tokugawa Tsunanari, 3. Daimyō von Owari

### 18. Jahrhundert
- 1705: Giovanni Andrea Bontempi, italienischer Kastrat, Musikschriftsteller und Komponist
- 1712: Nathaniel Johnson, englischer bzw. britischer Gouverneur der Province of Carolina
- 1712: Melchior Schweling, Bürgermeister von Bremen
- 1717: Anna Sophie von Dänemark, Kurfürstin von Sachsen

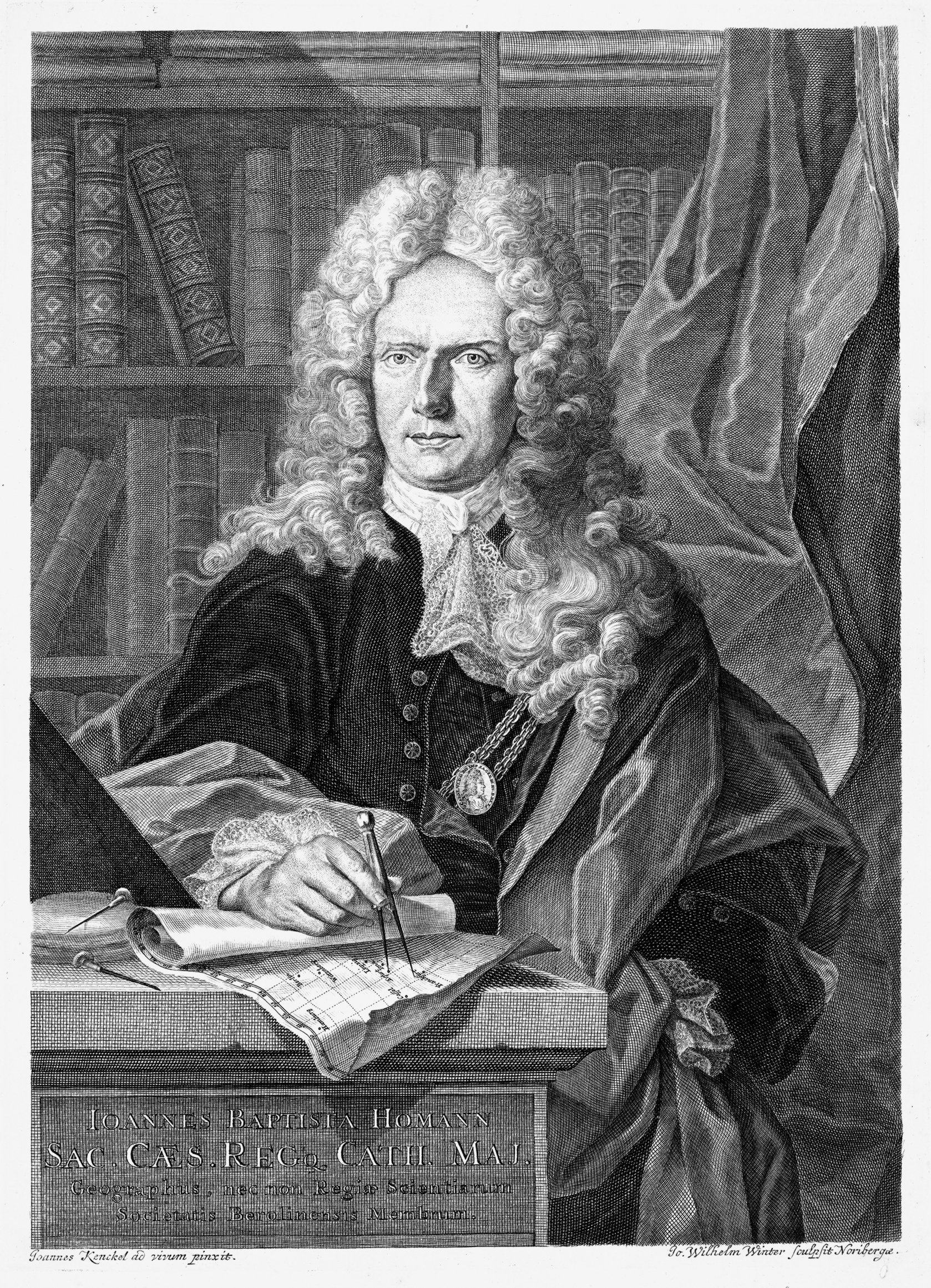
Johann Baptist Homann († 1724)

- 1724: Johann Baptist Homann, deutscher Kartograf
- 1725: Johann Ludwig Andreae, deutscher evangelischer Pfarrer, Kartograph, Globenbauer und Buchautor

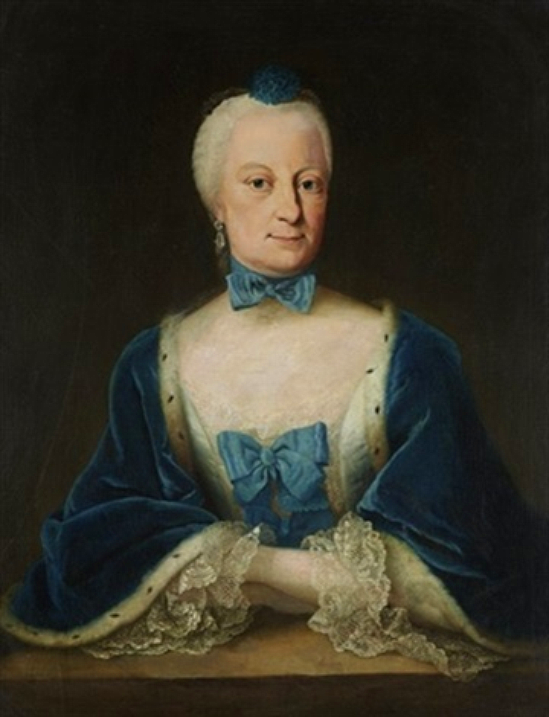
Charlotte, Gräfin von Hanau-Lichtenberg († 1726)

- 1726: Charlotte von Hanau-Lichtenberg, Gemahlin des Landgrafen Ludwig VIII. von Hessen-Darmstadt
- 1726: Maximilian Wilhelm, Prinz von Braunschweig und Lüneburg
- 1729: Gottlieb Wernsdorf der Ältere, deutscher lutherischer Theologe und Historiker
- 1731: Ingenuin Lechleitner, österreichischer Bildhauer
- 1731: John Montgomerie, britischer Gouverneur der Provinzen New York und New Jersey
- 1735: Jean Ranc, französischer Maler
- 1736: Ahmed III., Sultan des Osmanischen Reiches
- 1742: Bohuslav Matěj Černohorský, böhmischer Komponist
- 1749: William Jones, walisischer Mathematiker
- 1758: Basilius Christian Bernhard Wiedeburg, deutscher Mathematiker
- 1766: Jean-François Lefèbvre, chevalier de la Barre, französisches Opfer eines religiös motivierten Justizmordes
- 1780: Stephen Crane, Delegierter von New Jersey im Kontinentalkongress
- 1782: Charles Watson-Wentworth, 2. Marquess of Rockingham, britischer Premierminister
- 1784: Georg Daniel Auberlen, württembergischer Musiker und Komponist
- 1784: Wilhelm Friedemann Bach, deutscher Komponist
- 1786: Marie Françoise Catherine de Beauvau-Craon, offizielle Mätresse von Stanislaus I. Leszczyński
- 1790: Johann Gerhard Gruner, deutscher Jurist und Historiker
- 1797: Johann Christian Wentzinger, deutscher Bildhauer, Maler und Architekt
- 1798: Johann Friedrich Mende, deutscher Maschinenbauer
- 1800: Jean Claude Eléonore Le Michaud d’Arçon, französischer General und Ingenieur

### 19. Jahrhundert

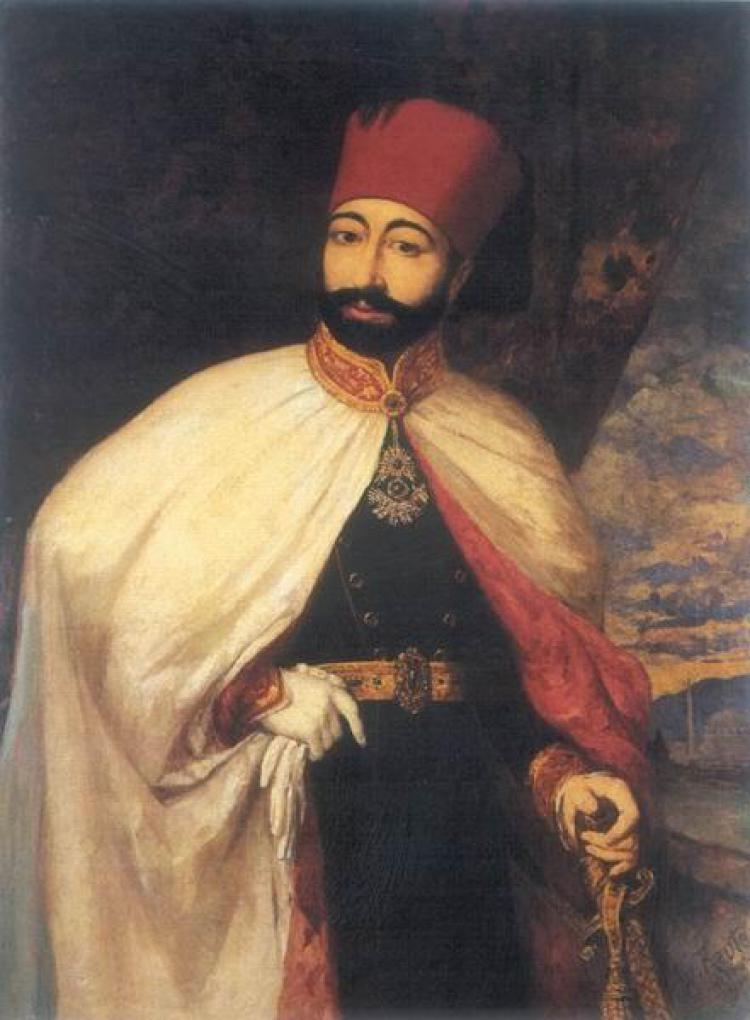
Mahmud II. († 1839)
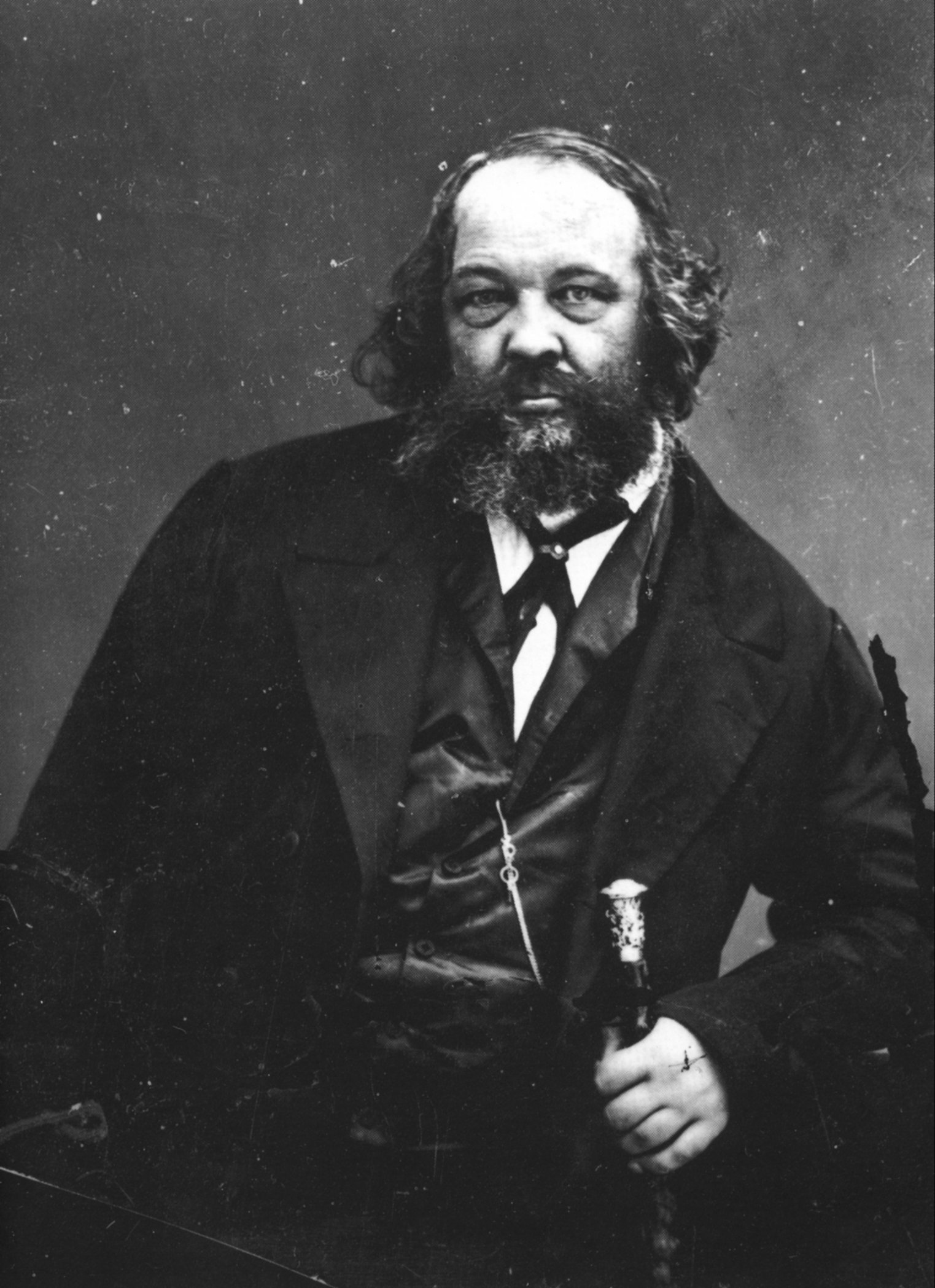
Michail Bakunin († 1876)
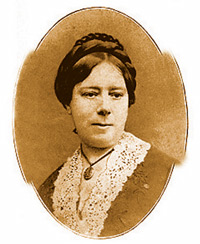
Catherine Winkworth († 1878)

- 1815: Friedrich Theodor Bach, preußischer Beamter
- 1818: Christian Ludwig Wilhelm Stark, deutscher evangelischer Theologe
- 1839: Mahmud II., Sultan des Osmanischen Reiches
- 1847: Georg Friedrich Kersting, deutscher Maler
- 1852: Peter Überbacher, österreichischer Orgelbauer
- 1855: August Siebert, deutscher Mediziner
- 1857: Johann Georg Keil, deutscher Dichter
- 1860: Charles Goodyear, US-amerikanischer Chemiker und Ingenieur
- 1860: Gotthilf Heinrich von Schubert, deutscher Arzt, Naturforscher, Mystiker und Naturphilosoph
- 1863: John Fulton Reynolds, US-amerikanischer General der Union im Sezessionskrieg
- 1869: Annette von Menz, Bozener Bürgerin
- 1871: Jean-Baptiste Farochon, französischer Medailleur und Bildhauer
- 1876: Giuseppe Ferrari, italienischer Historiker, Philosoph und Politiker
- 1876: Michail Alexandrowitsch Bakunin, russischer Anarchist und Sozialrevolutionär
- 1877: Carl Friedrich Deneke, deutscher Politiker und Industrieller
- 1878: Catherine Winkworth, britische Übersetzerin von Kirchenliedern
- 1881: Henri Étienne Sainte-Claire Deville, französischer Chemiker
- 1883: Manuel Gregorio Tavárez, puerto-ricanischer Komponist, Pianist und Musikpädagoge
- 1884: Allan Pinkerton, US-amerikanischer Gründer der Privatdetektei Pinkerton
- 1886: Hermann von Abich, deutscher Mineraloge, Geologe und Forschungsreisender
- 1889: José Joaquín Pérez, chilenischer Politiker, Minister, Staatspräsident
- 1891: Mihail Kogălniceanu, rumänischer Staatsmann, Historiker und Publizist, Minister
- 1896: Harriet Beecher Stowe, US-amerikanische Schriftstellerin (Onkel Toms Hütte)
- 1898: Siegfried Marcus, deutsch-österreichischer Erfinder und Automobilpionier

### 20. Jahrhundert

#### 1901–1925
- 1901: Viktor von Grumbkow, preußischer Generalmajor

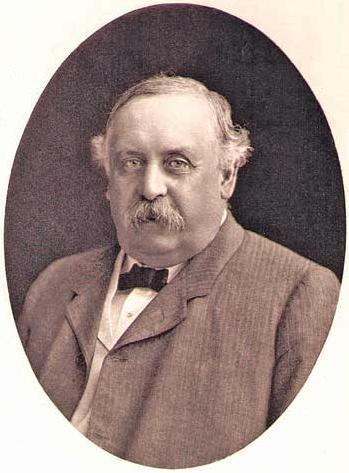
George S. Morison († 1903)

- 1903: George S. Morison, US-amerikanischer Jurist, Eisenbahnmanager und Bauingenieur
- 1905: John Hay, US-amerikanischer Politiker, Botschafter, Außenminister
- 1910: Max Honsell, deutscher Wasserbauingenieur und Hochschullehrer, badischer Finanzminister
- 1911: Hugo Merguet, deutscher Pädagoge und Altphilologe
- 1912: Benno König, deutscher Luftfahrtpionier
- 1912: Harriet Quimby, US-amerikanische Pilotin
- 1917: Julius Falkenstein, deutscher Arzt und Afrikareisender
- 1922: Emanuel La Roche, Schweizer Architekt
- 1925: Erik Satie, französischer Komponist und Pianist

#### 1926–1950
- 1926: Carlos Luis Spegazzini, italienisch-argentinischer Botaniker und Mykologe
- 1928: Frankie Yale, italienischer Ganganführer in New York
- 1934: Julius Adler, deutscher Rechtsanwalt, Opfer des Nationalsozialismus
- 1934: Walter Foerster, deutscher Rechtsanwalt und Opfer des so genannten Röhm-Putsches
- 1934: Fritz Gerlich, deutscher Historiker und Journalist (Der gerade Weg)
- 1934: Gunnar Kalén, schwedischer Motorradrennfahrer
- 1934: Ernst Röhm, deutscher Offizier und Politiker, MdR, SA-Führer, Reichsminister Ernst Röhm († 1934)

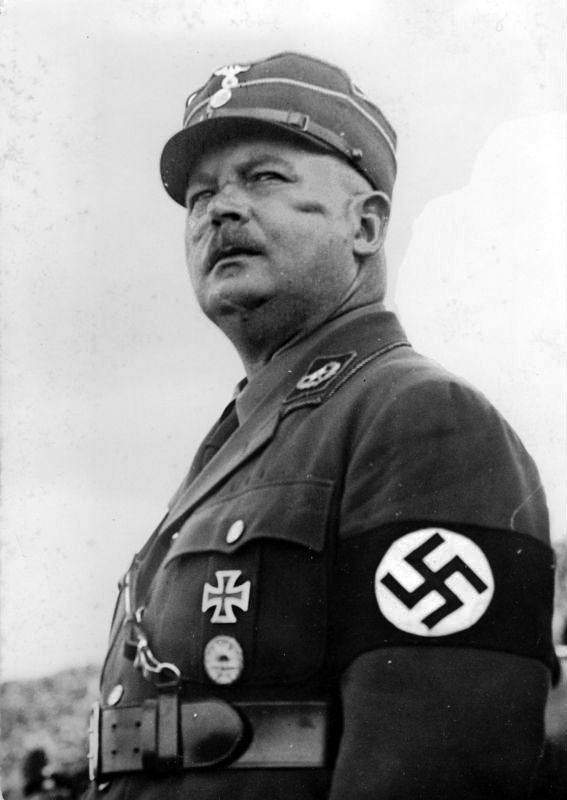
Ernst Röhm († 1934)

- 1935: Arthur Arz von Straußenburg, österreichisch-ungarischer Berufsoffizier, Generalstabschef der k.u.k. Armee
- 1935: Hans von Pezold, deutscher Sanitätsoffizier und Sexualpädagoge
- 1940: Andor Ákos, ungarisch-deutscher Architekt, Innenarchitekt, Maler und Grafiker
- 1940: Ben Turpin, amerikanischer Stummfilm-Komiker
- 1941: Nicholas Embiricos, griechischer Reeder und Automobilrennfahrer
- 1941: Heinz Kapelle, Widerstandskämpfer gegen den Nationalsozialismus
- 1941: Paul Rehme, deutscher Rechtswissenschaftler
- 1942: Adam von Au, deutscher Pädagoge und Politiker, MdL
- 1942: Alfredo Bevilacqua, argentinischer Tangomusiker
- 1943: Willem Arondeus, niederländischer Kunstmaler, Schriftsteller und Widerstandskämpfer
- 1943: Johan Brouwer, niederländischer Autor, Romanist, Hispanist, Übersetzer und Widerstandskämpfer
- 1943: Karl Gröger, österreichischer Widerstandskämpfer
- 1946: Frederick Koolhoven, niederländischer Automobilrennfahrer, Flugzeugkonstrukteur und Unternehmer
- 1947: Clarence Lucas, kanadischer Komponist, Dirigent und Musikpädagoge
- 1948: Paolo Salman, syrischer Erzbischof in Jordanien
- 1948: Omobono Tenni, italienischer Motorradrennfahrer
- 1950: Pjotr Spiridonowitsch Agafoschin, russischer Gitarrist und Musikpädagoge
- 1950: Émile Jaques-Dalcroze, Schweizer Komponist und Musikpädagoge

#### 1951–1975

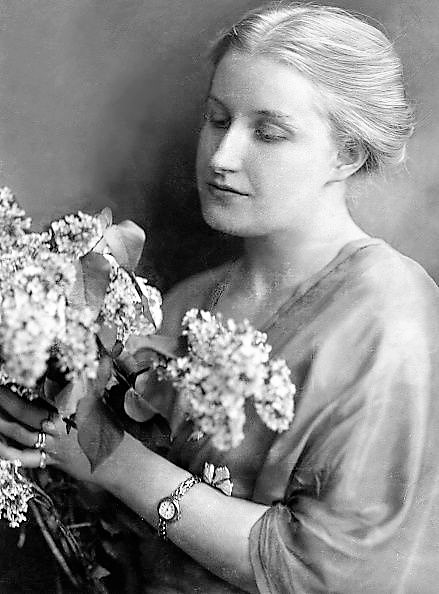
Thea von Harbou († 1954)
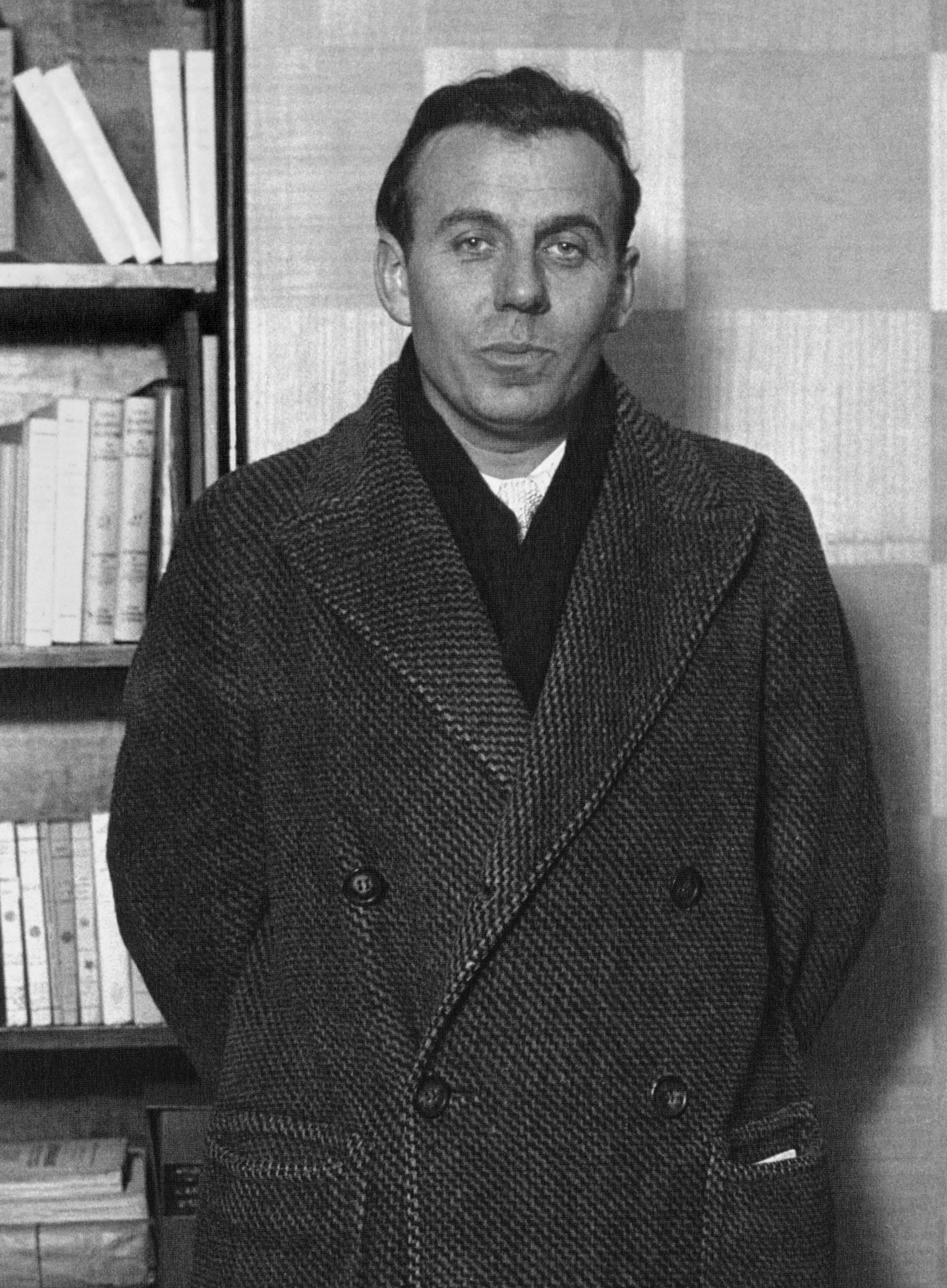
Louis-Ferdinand Céline († 1961)
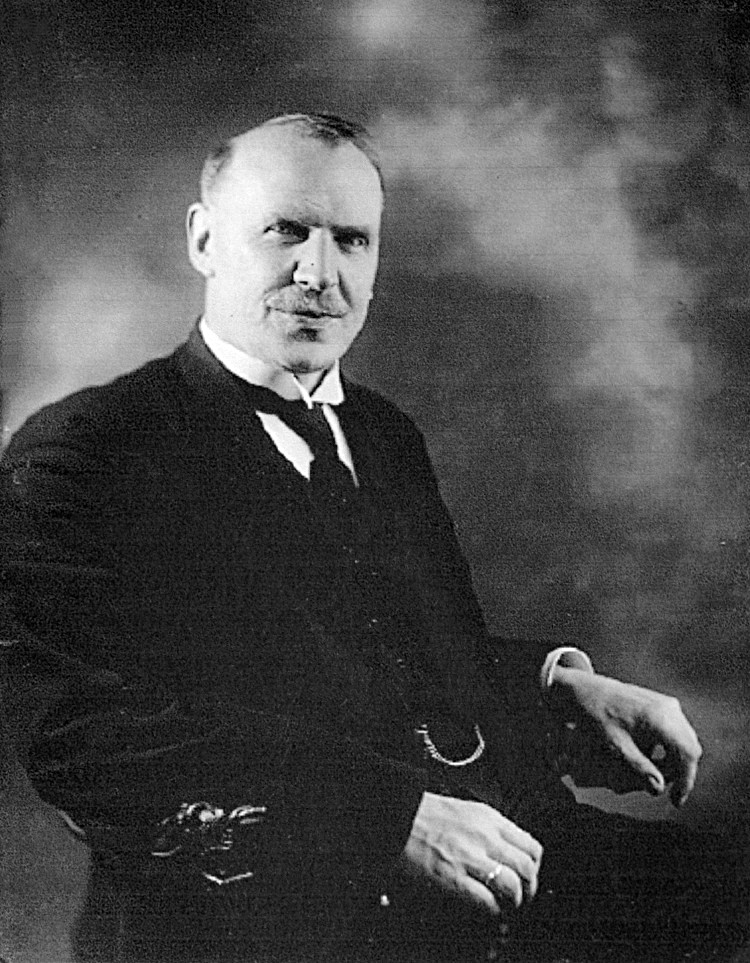
Sigurd Islandsmoen († 1964)
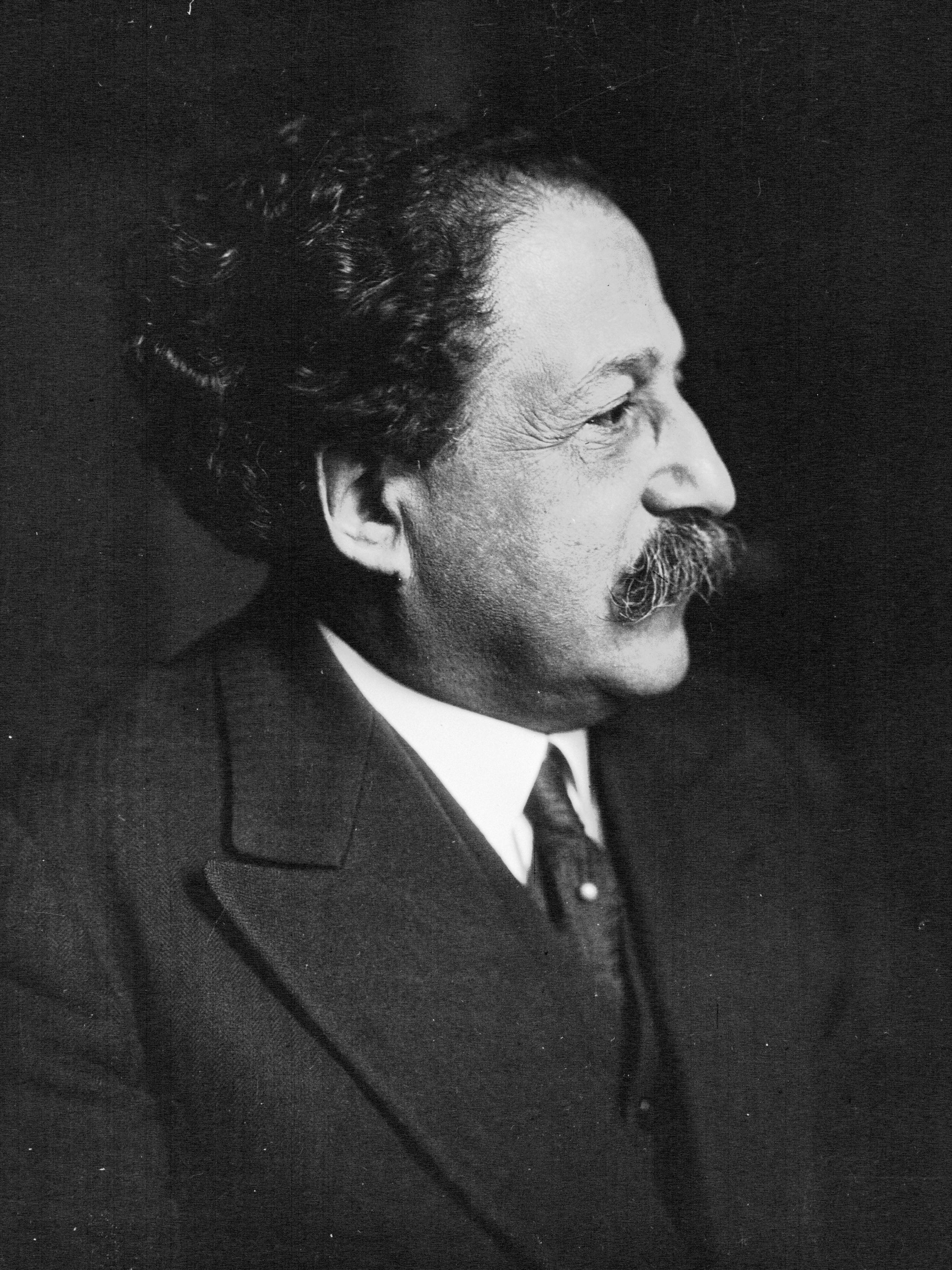
Pierre Monteux († 1964)
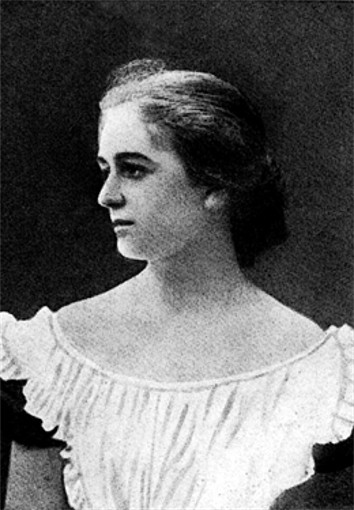
Natalena Korolewa († 1966)
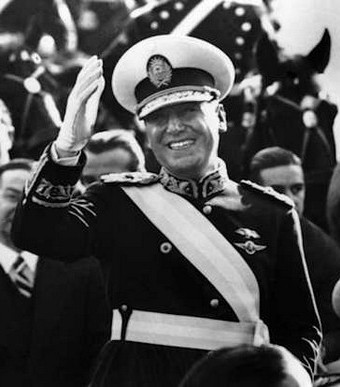
Juan Perón († 1974)
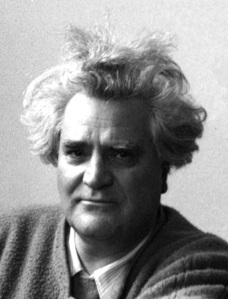
Gustinus Ambrosi († 1975)

- 1952: Johann Paul Arnold, deutscher Aquarianer
- 1954: Thea von Harbou, deutsche Schauspielerin, Autorin und Filmregisseurin
- 1955: Adnan Adıvar, türkischer Politiker, Schriftsteller, Historiker und Mediziner
- 1956: Tawfiq Abu l-Huda, jordanischer Politiker, Premierminister
- 1957: August Euler, deutscher Flugpionier
- 1957: Fritz Gils, deutscher Zeichenlehrer, Künstler und Maler
- 1959: Władysław Raczkowski, polnischer Dirigent, Chorleiter, Organist und Pianist
- 1959: Nicolás Urcelay, mexikanischer Sänger
- 1961: Louis-Ferdinand Céline, französischer Schriftsteller und Arzt
- 1961ː Maria Wendt, deutsche Schauspielerin
- 1962: Maria Alice von Österreich-Teschen, Erzherzogin aus dem Hause Habsburg-Lothringen
- 1963: Abdullah ibn Chalifa, Sultan von Sansibar
- 1963: Camille Chautemps, französischer Politiker, Premierminister
- 1963: Franz Spunda, österreichischer Lehrer und Schriftsteller
- 1964: Sigurd Islandsmoen, norwegischer Komponist
- 1964: Pierre Monteux, französisch-US-amerikanischer Dirigent
- 1965: Arthur Drey, deutscher Lyriker, Dramatiker, Essayist
- 1965: Wally Hammond, englischer Cricketspieler
- 1966: Pauline Boty, Pop-Art-Künstlerin
- 1966: Natalena Korolewa, ukrainische Schriftstellerin
- 1968: Fritz Bauer, deutscher Jurist, Generalstaatsanwalt in Hessen
- 1968: George Christensen, US-amerikanischer American-Football-Spieler
- 1968: Edwin Boring, US-amerikanischer Experimentalpsychologe
- 1971: William Lawrence Bragg, britischer Physiker, Nobelpreisträger
- 1972ː Marianna von Allesch, deutsch-amerikanische Kunstgewerblerin, Glaskünstlerin und vielseitige Designerin
- 1973: Laurens Hammond, US-amerikanischer Geschäftsmann, Erfinder der Hammondorgel
- 1974: Juan Perón, argentinischer Offizier und Politiker, Minister, Staatspräsident
- 1975: Gustinus Ambrosi, österreichischer Bildhauer und Lyriker

#### 1976–2000
- 1976: Anneliese Michel, deutsches Exorzismusopfer
- 1977: Hermann Aicher, österreichischer Theaterleiter
- 1978: Alfredo Luis Miranda, US-amerikanischer Automobilrennfahrer
- 1978: Jean Thépenier, französischer Unternehmer und Automobilrennfahrer
- 1979: Margarete Wendt, deutsche Künstlerin, Designerin und Unternehmerin
- 1980: C. P. Snow, britischer Wissenschaftler und Schriftsteller
- 1981: Marcel Breuer, ungarischer Architekt und Designer
- 1981: Zdeněk Burian, tschechischer Zeichner und Grafiker
- 1983: Erich Juskowiak, deutscher Fußballspieler
- 1983: Richard Buckminster Fuller, US-amerikanischer Architekt, Designer und Schriftsteller
- 1984: Moshé Feldenkrais, israelischer Judolehrer
- 1986: Klaas Aldert Hendrik Hidding, niederländischer Theologe und Kirchenhistoriker
- 1987: Philip Charles Lithman, britischer Rockgitarrist
- 1987: Jerry Livingston, US-amerikanischer Liederschreiber und Komponist
- 1988: Lex van Delden, niederländischer Komponist und Musikkritiker
- 1988: Hermann Volk, deutscher Geistlicher, Bischof von Mainz
- 19989ː Renée de Sépibus, Schweizer Frauenrechtlerin
- 1991: Joachim Kroll, deutscher Serienmörder

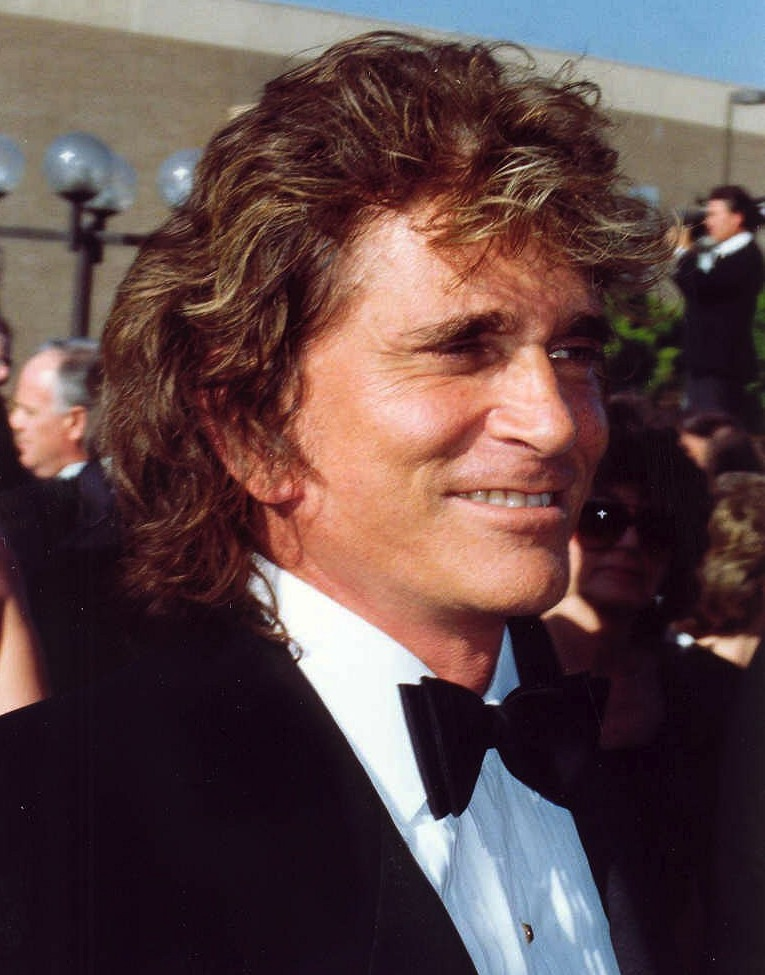
Michael Landon († 1991)

- 1991: Michael Landon, US-amerikanischer Schauspieler
- 1994: Warren Tallman, US-amerikanischer Literaturwissenschaftler
- 1994: Hedda Zinner, deutsche Schriftstellerin, Journalistin und Rundfunkleiterin
- 1995: Nikolai Iwanowitsch Peiko, russischer Komponist
- 1996: William T. Cahill, US-amerikanischer Politiker, Mitglied des Repräsentantenhauses, Gouverneur von New Jersey
- 1996: Ota Janeček, tschechischer Illustrator, Maler, Graphiker
- 1997: Robert Mitchum, US-amerikanischer Schauspieler
- 1997: Gerd Wiltfang, deutscher Springreiter
- 1998: Francis Ambrière, französischer Schriftsteller und Romanist
- 1999: Dennis Brown, jamaikanischer Reggae-Sänger
- 1999: Edward Dmytryk, US-amerikanischer Filmregisseur
- 1999: Guy Mitchell, US-amerikanischer Popsänger und Schauspieler
- 1999: Sylvia Sidney, US-amerikanische Schauspielerin
- 2000: Cub Koda, US-amerikanischer Rockmusiker, Songwriter und Kritiker
- 2000: Torbjörn Iwan Lundquist, schwedischer Komponist und Dirigent
- 2000: Walter Matthau, US-amerikanischer Schauspieler
- 2000: Pierre Petit, französischer Komponist

### 21. Jahrhundert

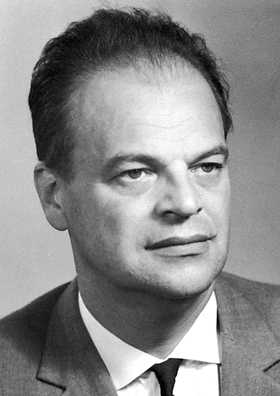
Nikolai Bassow († 2001)
Khieu Ponnary († 2003)
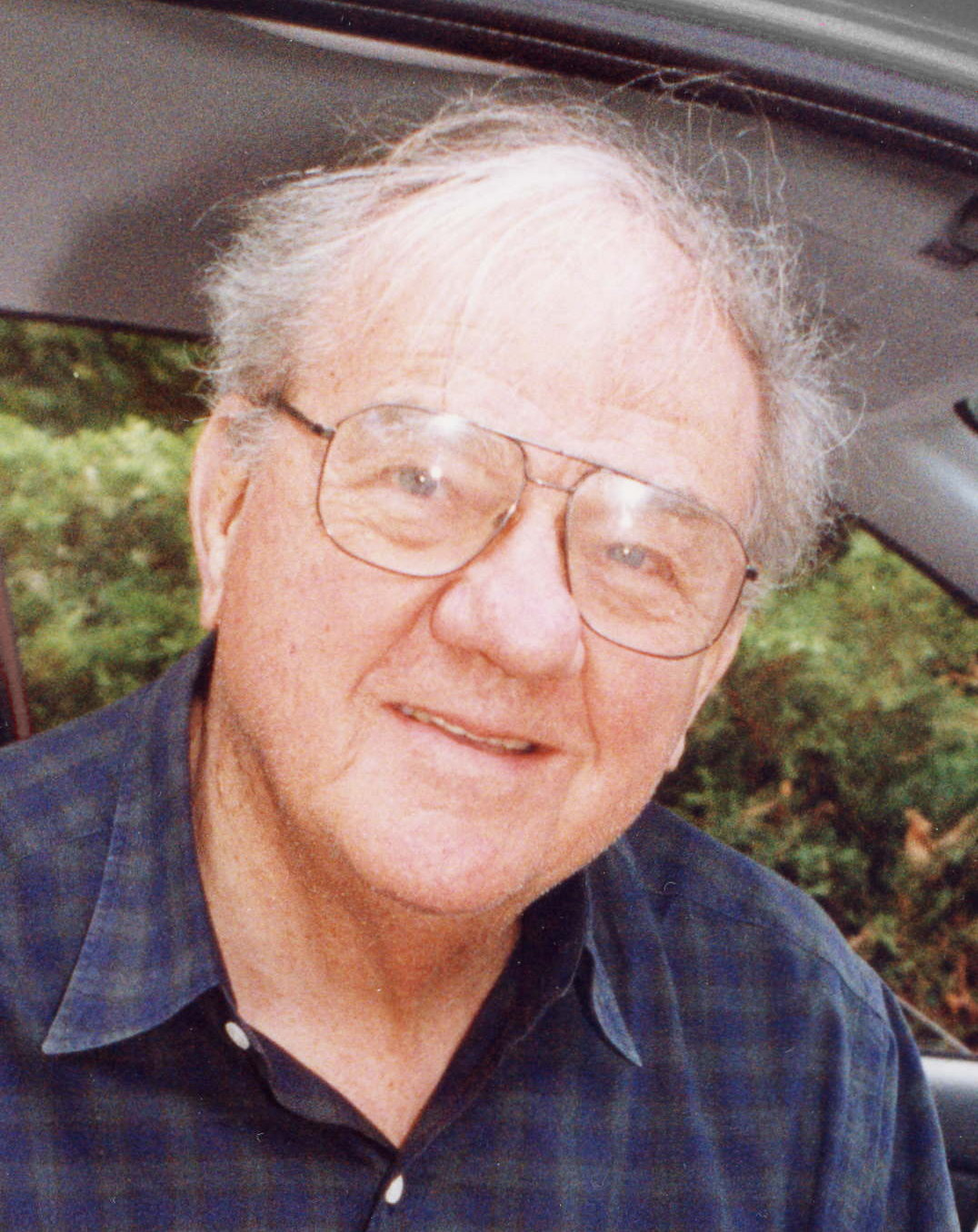
Karl Malden († 2009)
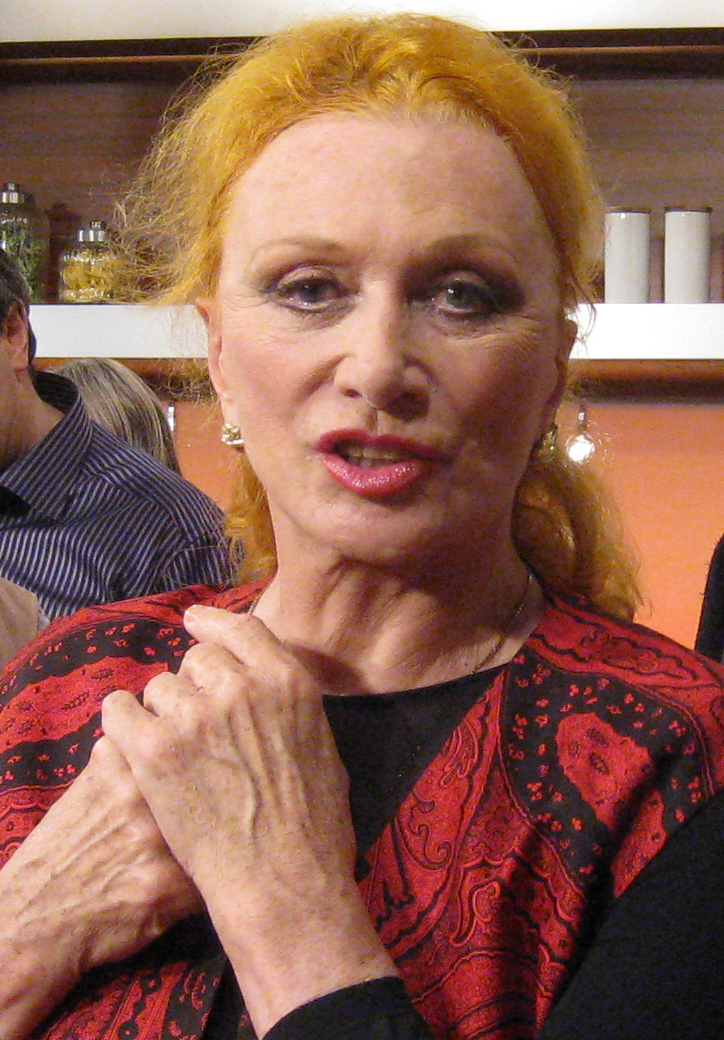
Margot Werner († 2012)
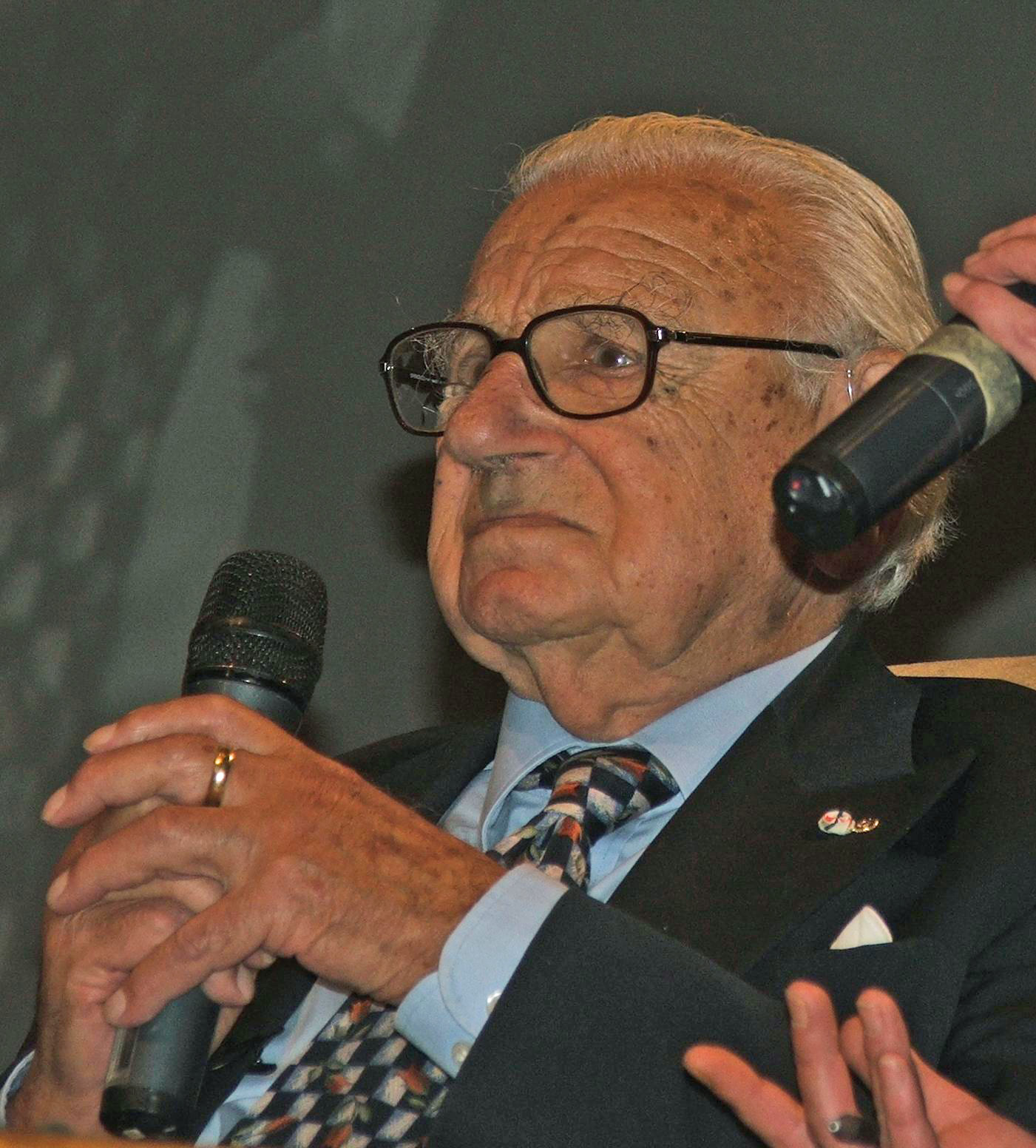
Nicholas Winton († 2015)
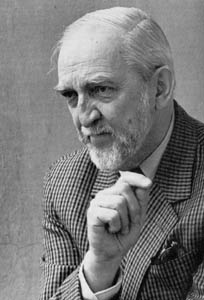
Bogusław Schaeffer († 2019)
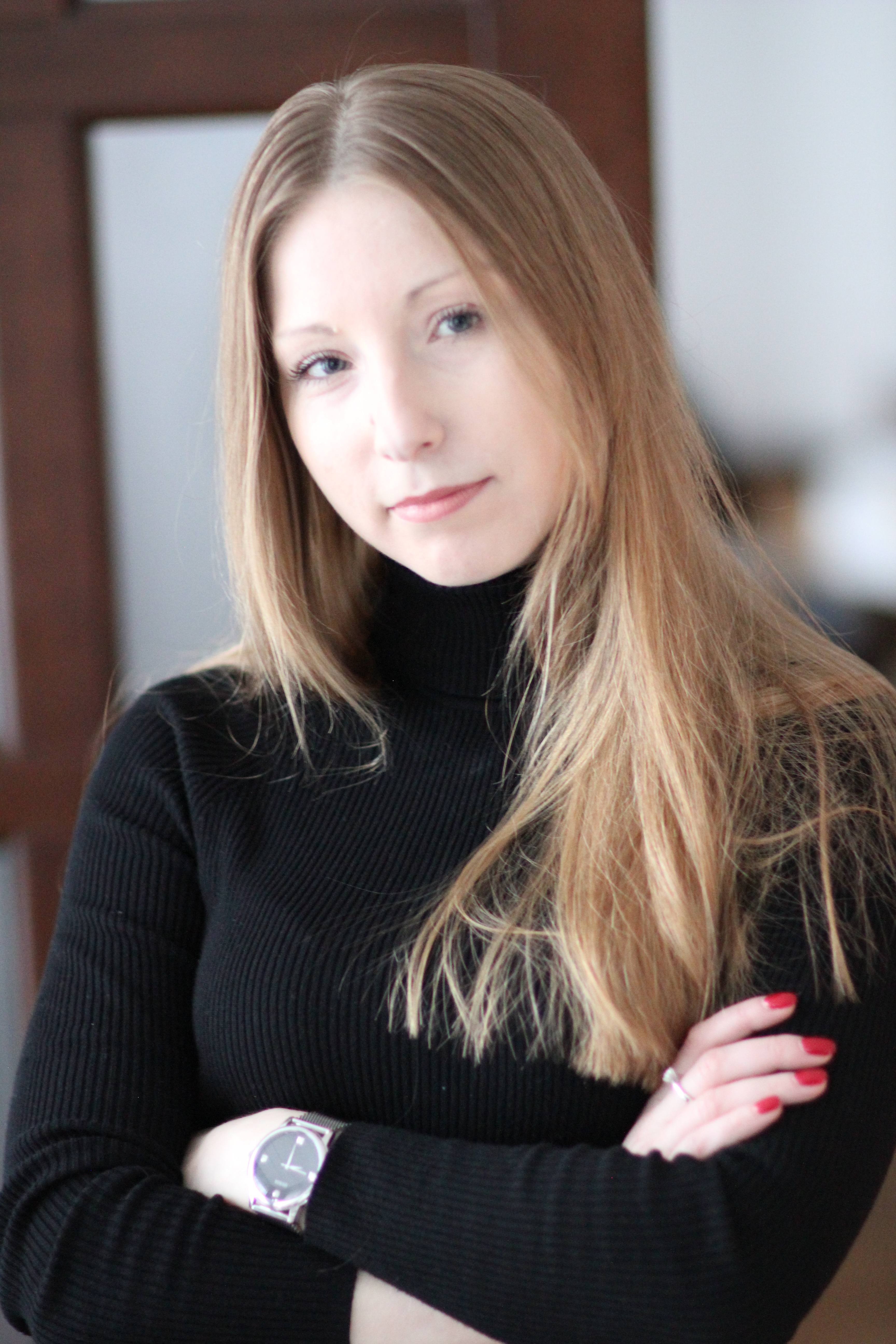
Wiktorija Amelina († 2023)

- 2001: Nikolai Gennadijewitsch Bassow, russischer Physiker, Begründer der Quantenelektronik, Nobelpreisträger
- 2001: Horst Ritter, deutscher Fußballspieler und Hornist
- 2002: Sid Avery, US-amerikanischer Fotograf
- 2002: David Clarke, britischer Automobilrennfahrer
- 2002: Reinhold Portisch, österreichischer Komponist, Musikpädagoge und Musikmanager
- 2003: Herbie Mann, US-amerikanischer Jazzflötist
- 2003: Nǃxau, namibischer San und Schauspieler
- 2003: Khieu Ponnary, kambodschanische Politikerin, erste Frau von Pol Pot
- 2004: Marlon Brando, US-amerikanischer Schauspieler
- 2004: Ettore Cella, Schweizer Schauspieler und Regisseur
- 2004: Todor Skalovski, nordmazedonischer Komponist
- 2005: Luther Vandross, US-amerikanischer R&B-Sänger
- 2006: Ryūtarō Hashimoto, japanischer Politiker, Premierminister
- 2007: Robert McBride, US-amerikanischer Komponist
- 2008: Mogens Glistrup, dänischer Politiker
- 2008: Susanne Miller, deutsche Historikerin
- 2009: Alexis Argüello, nicaraguanischer Boxer und Politiker, Weltmeister
- 2009: Marwa El-Sherbini, ägyptische Handballspielerin und Pharmazeutin
- 2009: Karl Malden, US-amerikanischer Schauspieler
- 2010: Horst Ademeit, deutscher Künstler
- 2011: Jean-Louis Rosier, französischer Automobilrennfahrer
- 2011: Klaus Tenfelde, deutscher Historiker
- 2012: Evelyn Lear, US-amerikanische Opernsängerin
- 2012: Margot Werner, österreichische Balletttänzerin und Chansonsängerin
- 2013: Ulrich Matschoss, deutscher Schauspieler
- 2014: David Greenglass, US-amerikanischer Agent
- 2014: Leszek Werner, polnischer Organist und Musikpädagoge
- 2015: Dieter P. Meier-Lenz, deutscher Lyriker und Herausgeber
- 2015: Nicholas Winton, britischer Retter jüdischer Kinder vor dem Holocaust
- 2016: Yves Bonnefoy, französischer Lyriker, Essayist und Übersetzer
- 2016: Angelina Pollak-Eltz, österreichisch-venezolanische Anthropologin
- 2017: Giovannangelo Camporeale, italienischer Archäologe und Etruskologe
- 2017: Peter Meinke, deutscher Maschinenbauingenieur und Hochschullehre
- 2018: Joël Brachet, französischer Automobilrennfahrer
- 2018: Boschidar Dimitrow, bulgarischer Historiker und Politiker
- 2018: Terence Thomas, Baron Thomas of Macclesfield, britischer Bankier und Politiker
- 2019: Sid Ramin, US-amerikanischer Komponist und Arrangeur
- 2019: Bogusław Schaeffer, polnischer Komponist, Musikwissenschaftler, Musikpädagoge und Autor
- 2019: Hans Wall, deutscher Unternehmer
- 2020: Heinrich Fink, deutscher Theologe
- 2020: Georg Ratzinger, deutscher Priester und Kirchenmusiker
- 2021: Louis Andriessen, niederländischer Komponist
- 2021: Josh Culbreath, US-amerikanischer Hürdenläufer
- 2022: Edmond Brooks, australischer Wasserballspieler
- 2022: Joseph Hatton, puerto-ricanischer Basketballspieler
- 2022: Anni Jung, deutscher Keramikerin, Malerin und Grafikerin
- 2022: Stanislaw Leonowitsch, sowjetischer Eiskunstläufer
- 2022: Luis Alberto Rodríguez López-Calleja, kubanischer Manager, Militär und Politiker
- 2022: Alan McCleery, kanadischer Kanute
- 2022: Reanna Solomon, nauruische Gewichtheberin
- 2023: Wiktorija Amelina, ukrainische Schriftstellerin
- 2023: Dilano van ’t Hoff, niederländischer Automobilrennfahrer
- 2023: Lawrence Turman, US-amerikanischer Film- und Fernsehproduzent
- 2025ː Florence Delay, französische Schriftsteller, Schauspielerin und Hochschullehrerin
- 2025ː Edith Raim, deutsche Historikerin

## Feier- und Gedenktage
- Kirchliche Gedenktage
  - Hendrik Vos und Johannes van Esschen, belgische Mönche und Märtyrer (evangelisch)
  - John Mason Neale und Catherine Winkworth, englische Übersetzer von Liedern (evangelisch: ELCA)
- Namenstage
  - Aaron, Dietrich, Dirk
- Staatliche Feier- und Gedenktage
  - Kanada: Canada Day nach British North America Act
  - Ruanda: Unabhängigkeit von Belgien (1962)
  - Somalia: Unabhängigkeit von Italien (1960)

Weitere Einträge enthält die Liste von Gedenk- und Aktionstagen.